# Kachelmann-Prozess

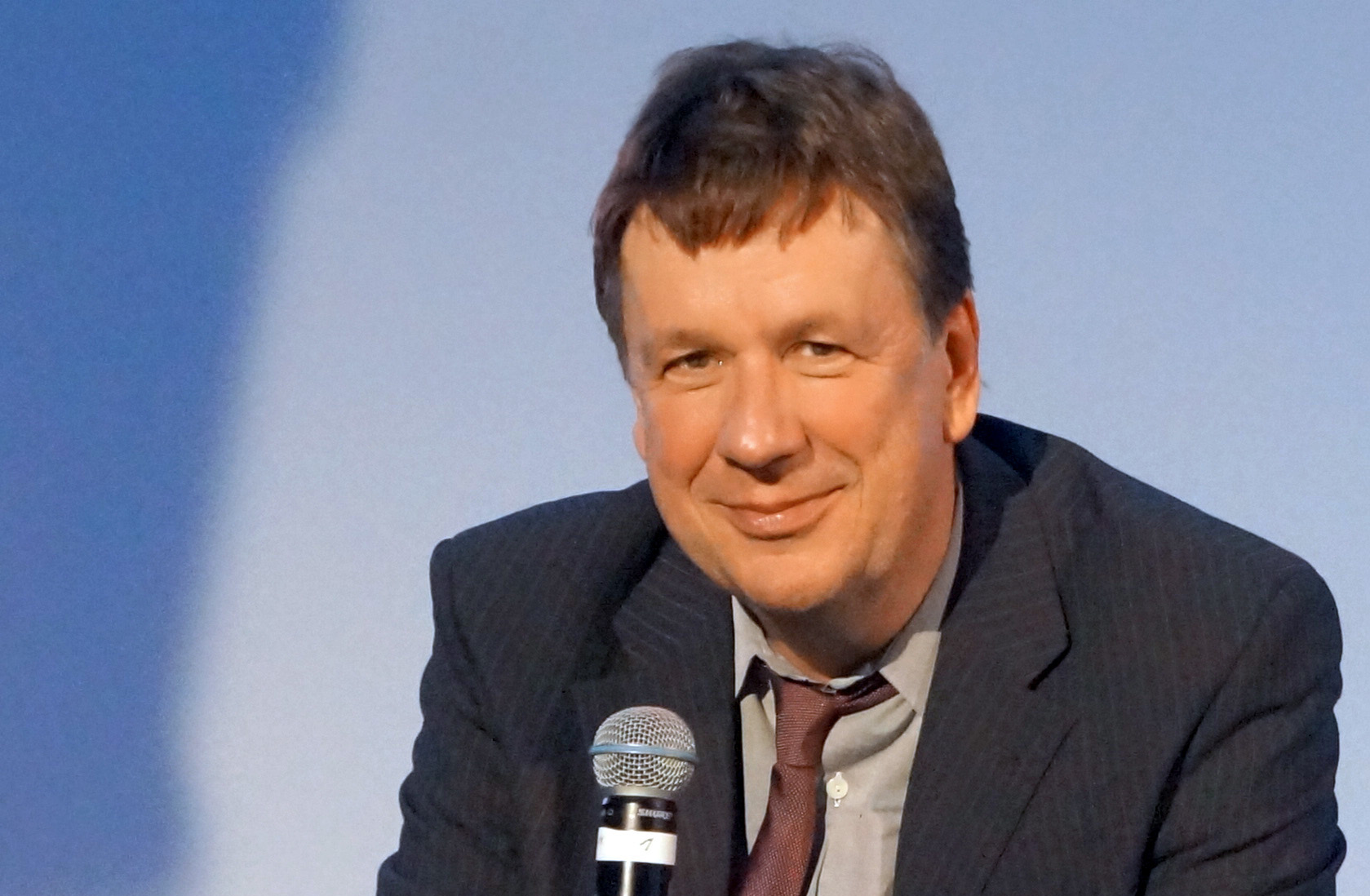
Jörg Kachelmann (2016)

Der Kachelmann-Prozess war ein Strafverfahren gegen den Wettermoderator Jörg Kachelmann in Deutschland in den Jahren 2010 und 2011. Die Staatsanwaltschaft Mannheim und die Nebenklage warfen Kachelmann eine besonders schwere Vergewaltigung in Tateinheit mit einer gefährlichen Körperverletzung an seiner Geliebten vor. Kachelmann bestritt diese Vorwürfe und wurde am 31. Mai 2011 vor dem Landgericht Mannheim freigesprochen. Das Verfahren erregte erhebliche Aufmerksamkeit.
Im September 2016 wurde in einem Zivilverfahren geurteilt, dass der Vergewaltigungsvorwurf zum Nachteil Kachelmanns von seiner Geliebten vorsätzlich wahrheitswidrig erhoben worden war. Im März 2017 leitete die Staatsanwaltschaft Mannheim gegen sie ein Ermittlungsverfahren wegen des Anfangsverdachts der Freiheitsberaubung ein, das sie im September 2017 mit der Begründung eines nicht hinreichenden Tatverdachtes wieder einstellte.

## Vorgeworfene Tat
Jörg Kachelmann hatte seit etwa zehn Jahren mit der späteren Nebenklägerin Claudia D. ein Verhältnis. Er pflegte zeitgleich auch mit anderen Frauen vergleichbare Verhältnisse. Die Einschätzung der Art ihrer Beziehung unterschied sich. Während die spätere Nebenklägerin in Kachelmann „die Liebe ihres Lebens“ sah, war das Verhältnis für den Moderator ein gelegentliches Treffen in gegenseitigem Einvernehmen. Die beiden verabredeten sich per Chat am frühen Nachmittag des 8. Februar 2010 für die Nacht auf den 9. Februar 2010 in der Wohnung von Claudia D. in Schwetzingen. Er wollte spätestens gegen 23 Uhr vorbeikommen; sie teilte ihm mit, sie habe schon vorgekocht.
Beider Darstellungen vom Geschehen in der Wohnung weichen voneinander ab:
Laut den ersten Aussagen von Claudia D. im Ermittlungsverfahren hatte sie nach dem Chat etwa um 17 Uhr in ihrem Briefkasten einen anonymen Brief gefunden. Darin enthalten gewesen seien Kopien zweier Flugscheine der Lufthansa für Flüge nach Kanada. Einer sei auf Kachelmann ausgestellt gewesen, der andere auf den Namen einer „Isabella M.“. Ferner habe der Umschlag ein Blatt Papier enthalten, auf dem gestanden habe: „Er schläft mit ihr!“ Laut der späteren Nebenklägerin konfrontierte sie Kachelmann mit diesem Brief unmittelbar nach seinem Eintreffen bei ihr. Es soll zum Streit gekommen sein, in dem Kachelmann schließlich zugegeben habe, ihr nicht treu gewesen zu sein. Sie habe erklärt, die Beziehung sei beendet. Er habe erklärt, dass er selbst entscheide, wann es vorbei sei. Daraufhin habe er ein Tomatenmesser aus der Küche geholt und ihr an den Hals gehalten. Er habe sie in das Schlafzimmer gedrängt und dort vergewaltigt. Schließlich sei er gegangen. Sie habe anschließend nicht schlafen können und habe staubgesaugt, Geschirr gespült und CDs sortiert.
Kachelmann stellte den Verlauf in seiner einzigen Aussage so dar: Nach intensivem SMS-Austausch habe er gegen 23 Uhr an D.s Haustür geklingelt, sei hinaufgegangen und durch die offene Wohnungstür eingetreten. Sie habe im Schlafzimmer gewartet. Dort sei es einvernehmlich zum Geschlechtsverkehr gekommen. Anschließend hätten sie im Wohnzimmer ferngesehen, gegessen und ein Glas Weißwein getrunken. Hiernach sei das Gespräch auf den Brief gekommen. Er habe zugegeben, ihr nicht treu gewesen zu sein, und letztlich akzeptiert, dass sie die Beziehung beendet habe. Er habe dann die Wohnung verlassen und sei weggefahren. Die Nacht habe er in einem Hotel in Mörfelden verbracht. Am nächsten Tag sei er von Frankfurt nach Vancouver zu den Olympischen Winterspielen geflogen.

## Strafverfahren

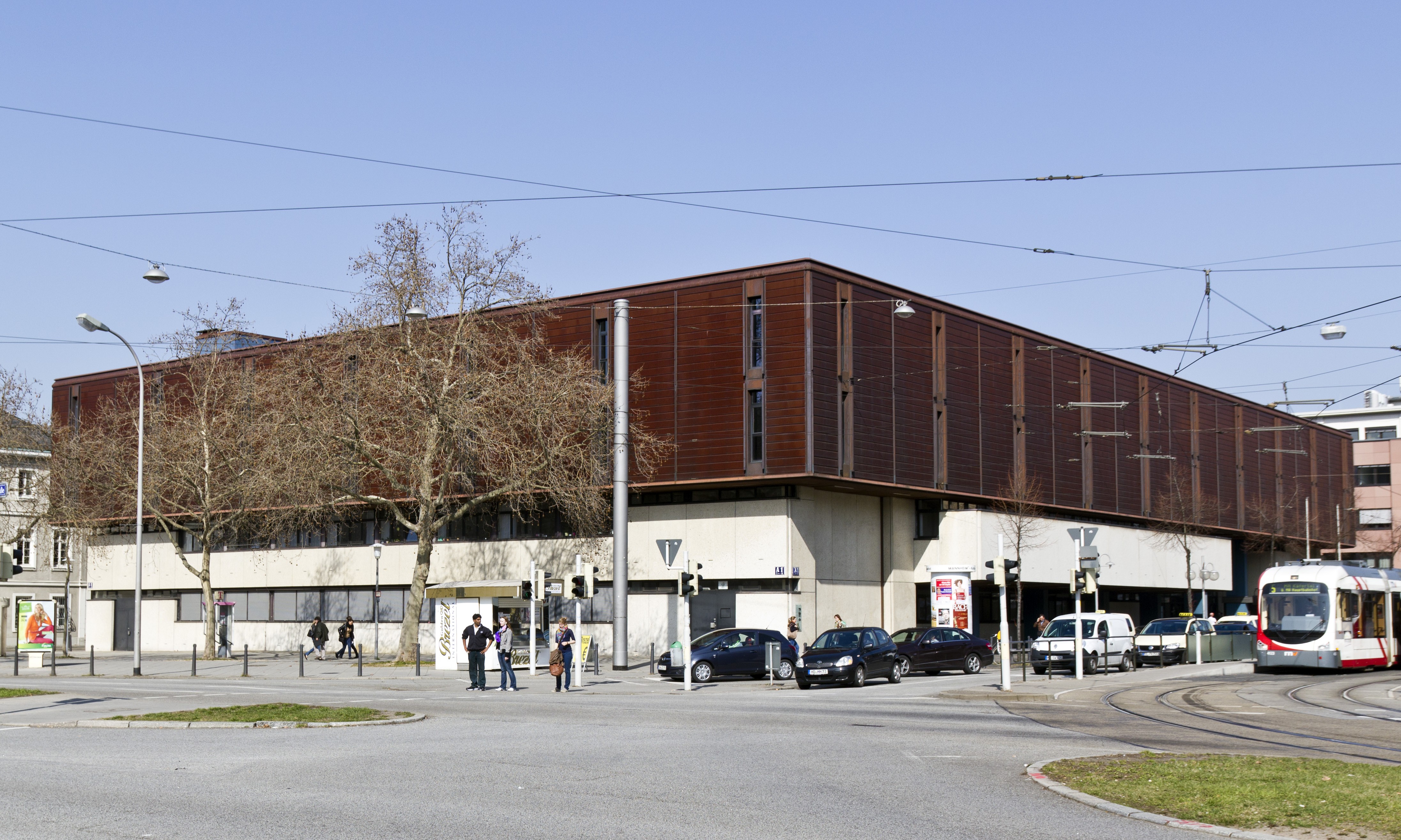
Das Gerichtsgebäude des Landgerichts Mannheim, in dem die Hauptverhandlung stattfand

Kachelmann wurde am 20. März 2010 nach seinem Rückflug aus Kanada, wo er bei den Olympischen Winterspielen 2010 in Vancouver für Das Erste das Wetter moderiert hatte, auf dem Gelände des Frankfurter Flughafens festgenommen. Er verbrachte über 130 Tage in Untersuchungshaft, bevor der 3. Strafsenat des Oberlandesgerichts Karlsruhe am 29. Juli 2010 den Haftbefehl aufhob.
Ermittelnde Staatsanwälte der Staatsanwaltschaft Mannheim waren Staatsanwalt Lars-Torben Oltrogge und Oberstaatsanwalt Oskar Gattner. Verteidigt wurde Kachelmann zunächst durch den Rechtsanwalt Reinhard Birkenstock aus Köln sowie Rechtsanwalt Klaus Schroth aus Karlsruhe. Während der Hauptverhandlung wechselte Kachelmann den Strafverteidiger und beauftragte nun den Anwalt Johann Schwenn aus Hamburg mit seiner Verteidigung. Weiter gehörten als Pflichtverteidigerin Andrea Combé aus Heidelberg und als Medienanwalt Ralf Höcker aus Köln zum Anwaltsteam Kachelmanns.

### Strafverfahren bis zur Hauptverhandlung

#### Ermittlungsverfahren bis zur Festnahme
Claudia D. begab sich am Morgen des 9. Februar 2010 in das nebenan befindliche Wohnhaus ihrer Eltern und erklärte ihnen, Kachelmann habe sie vergewaltigt. Um 08:11 Uhr wählte der Vater von Claudia D. die Notrufnummer der Polizei. Seine Tochter schilderte in dem Anruf, sie sei von ihrem Freund vergewaltigt worden. Etwa eine halbe Stunde später begab sie sich mit ihrer Mutter zur Polizeidienststelle Schwetzingen. Mitgebracht zur Polizei wurden ein Strickkleid und ein Slip, die sie bei der Vergewaltigung getragen haben will. Auf der Polizeidienststelle schilderte sie ihre Version des Geschehens in der Nacht vom 8. auf den 9. Februar 2010. Die Vernehmung durch eine Beamtin dauerte eine Dreiviertelstunde. Anschließend wurde sie zur Frauenklinik des Universitätsklinikums Heidelberg gefahren, wo eine gynäkologische Untersuchung durch eine Assistenzärztin durchgeführt wurde. Die Medizinerin stellte am Hals, am linken Unterschenkel und am linken Unterarm rötliche Striemen und an beiden Oberschenkelinnenseiten handtellergroße rötlich-blaue Hämatome fest. Claudia D. musste den Hergang nach 12 Uhr auch dem damaligen Leiter des Rechtsmedizinischen Instituts an der Universität Heidelberg, Rainer Mattern, schildern. Mattern verfasste dann ein fünfseitiges Gutachten. In dem Gutachten ordnete er die festgestellten Verletzungen zeitlich dem möglichen Tatgeschehen zu. Die festgestellten Rötungen am Hals könnten auf das mehrfache Andrücken eines Messers mit dem Messerrücken zurückgeführt werden. Sie könnten aber auch durch horizontales Kratzen entstehen. Kräftige Blutunterlaufungen an den Innenseiten der Oberschenkel seien Folge heftiger Gewalteinwirkungen, die Konturen sprächen für mehrfache Einwirkungen. Form und Lage der Hämatome ließen an gewaltsames Auseinanderdrücken der Beine denken. Kratzerartige Verletzungen an Oberschenkel, Bauch und Unterarm könnten durch eine Messerspitze entstanden sein. Es gebe keine Halteverletzungen durch festes Zupacken durch einen möglichen Täter. Das Verletzungsbild hänge aber von Ausmaß und Art der Gegenwehr des Opfers ab und sei selten charakteristisch. Mattern kam zu dem Schluss, offensichtliche Widersprüche zum geschilderten Tatverlauf ließen sich nicht feststellen. Selbstverletzungen könnten nicht ausgeschlossen werden, ungewöhnlich dafür wären aber die großen Hämatome.
Während der medizinischen Untersuchungen erfolgte zugleich eine Spurensicherung in der Wohnung von Claudia D.
Da am 9. Februar 2010 nur die Aussage von Claudia D. vorlag, wurde der nach § 112 StPO für die Anordnung der Untersuchungshaft erforderliche dringende Tatverdacht zunächst durch die Staatsanwaltschaft verneint und Kachelmann konnte nach Kanada ausreisen. Das erste fünfseitige Gutachten durch Mattern zu den Verletzungen an der Geliebten kam schließlich zu dem Schluss, die Verletzungen ließen sich mit dem Tatgeschehen in Übereinstimmung bringen. Größere Widersprüche bestünden nicht. Die Staatsanwaltschaft sah nun den dringenden Tatverdacht im Sinne des § 112 StPO als gegeben an. Am 22. Februar 2010 beantragte sie daher einen Haftbefehl gegen Kachelmann. Als Haftgrund gab sie Fluchtgefahr (§ 112 Abs. 2 Nr. 2 StPO) an. Kachelmann hatte zu der Zeit keinen festen Wohnsitz in Deutschland und verfügte in der Schweiz und bei Bridge Lake in Kanada über Grundvermögen. Kachelmanns damaliges Unternehmen Meteomedia hatte seinen Sitz in der Schweiz. Der zuständige Ermittlungsrichter bei dem Amtsgericht Mannheim erließ den beantragten Haftbefehl.

#### Festnahme Kachelmanns

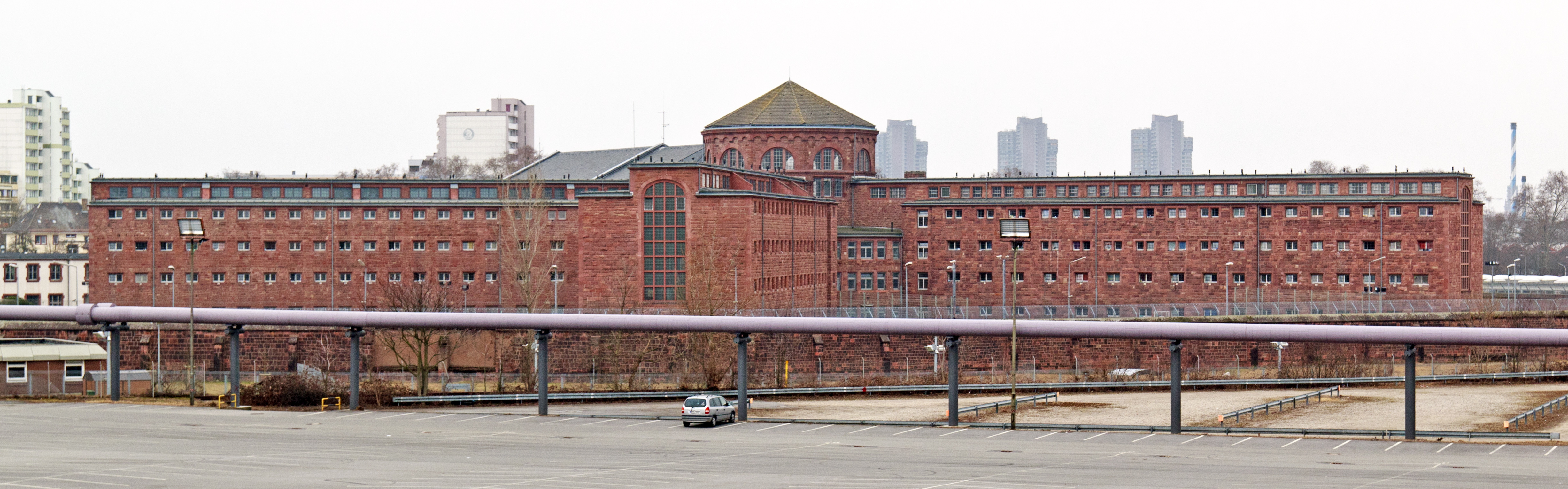
Die Justizvollzugsanstalt in Mannheim

Nachdem Kachelmann am 20. März 2010 nach dem Rückflug aus Kanada in Frankfurt gelandet war, wurde er auf dem Flughafengelände festgenommen. Anwesend war auch seine damalige Geliebte und spätere Frau Miriam, die ihn abgeholt hatte. Die Festnahme erfolgte unter Vermeidung öffentlichen Aufsehens auf einem abgesperrten Parkdeck. Kachelmann nahm die Festnahme nach Meinung der beteiligten Polizei relativ gelassen auf, er machte von seinem Aussageverweigerungsrecht Gebrauch. Als Rechtsanwalt benannte er Ralf Höcker, der ihn bereits in medienrechtlichen Angelegenheiten beriet. Da Höcker kein Strafrechtler ist, vermittelte er Reinhard Birkenstock, der sich am selben Tag in Frankfurt als Strafverteidiger meldete. Am Abend des Tages wurde Kachelmann in der Justizvollzugsanstalt Mannheim untergebracht.
Am 24. März 2010, vier Tage nach seiner Verhaftung, kam es zu einem Haftprüfungstermin vor dem Amtsgericht Mannheim. Während dieses Termins ließ Kachelmann sich zum ersten und letzten Mal im Rahmen des Verfahrens über die Vorgänge in der Nacht zum 9. Februar ein. Er erklärte, Claudia D. habe auf ihn im Schlafzimmer gewartet und es sei zu einvernehmlichem Sex gekommen. Dann hätten sie auf dem Sofa vor dem Fernseher gesessen, gegessen und Weißwein getrunken. Hiernach habe sie ihn mit den Flugtickets konfrontiert. Es habe ein etwa halbstündiges emotionsgeladenes Gespräch gegeben. In diesem Gespräch habe sie die Beziehung beendet. Er habe dies akzeptiert. Zunächst erklärte er, das Messer und einen an dem Tag benutzten Tampon nicht angefasst zu haben, relativierte dies aber auf ausdrückliche Nachfrage dahin, er sei sich nicht sicher. Danach habe er sich mit seinem Auto zum Hotel begeben, um am nächsten Tag nach Kanada aufbrechen zu können. Der Haftrichter legte während des Termins dar, er halte die Aussage Kachelmanns nicht für glaubhaft. Er ging zunächst davon aus, die Aussagen mutmaßlicher Opfer seien allgemein wahrheitsgemäß, und schloss aus, dass Claudia D. sich die Verletzungen selbst beigebracht habe. Außerdem erschien es ihm unglaubhaft, dass eine Frau zunächst sexuelle Handlungen vornehme, um dann erst den Partner mit solchen Vorwürfen zu konfrontieren. Rechtsanwalt Birkenstock zog darauf seinen Haftprüfungsantrag zurück, kündigte aber gleichzeitig weitere Beweise an. Der Haftbefehl wurde nicht aufgehoben. Nach dem Haftprüfungstermin am 24. März musste Kachelmann einen Gefangenentransporter besteigen. Er wurde hierbei von zahlreichen Pressevertretern gefilmt und fotografiert. Auf dem kurzen Weg zwischen der Tür zum Amtsgericht Mannheim und dem Transporter erklärte er: „Ich bin unschuldig, das ist alles, was ich im Moment sagen kann. Danke.“ Diese Zeit wurde als die bestdokumentierten elf Sekunden des März 2010 bezeichnet. Der Medienrechtler Christian Schertz kritisierte dieses Vorgehen der Justiz als öffentliche Vorführung. Von Seiten des Amtsgerichts hieß es dazu, das Vorgehen sei mit Kachelmann abgestimmt gewesen. Zu berücksichtigen gewesen sei auch das Informationsinteresse der Öffentlichkeit.
Ebenfalls am 24. März 2010 begab sich die ehemalige Geliebte Kachelmanns in das Universitätsklinikum Heidelberg, wo sie durch den Spezialisten für Psychotraumatologie Günter H. Seidler therapeutisch betreut wurde.
Kachelmanns Anwalt Reinhard Birkenstock hatte am 23. März 2010 bereits Kontakt mit Isabella M. aufgenommen, deren Name auf den Flugtickets war. Sie erinnerte sich daran, erstmals im Dezember 2009 habe sich bei ihr über das soziale Netzwerk Facebook eine „Christina Brandner“ unter dem Titel „Kanada-Connection“ gemeldet. Der Name sei ihr unbekannt gewesen, googeln habe nur Hinweise auf eine Figur der Daily-Soap Verbotene Liebe ergeben. „Christina Brandner“ oder „Chris“ behauptete, sie habe zusammen mit einem „Frank“ Isabella und Jörg Kachelmann in Kanada getroffen, und erkundigte sich, ob die Beziehung zu Jörg noch bestehe. Die Angeschriebene reagierte eher zurückhaltend. Als am Ende des über einige Zeit gehenden Facebook-Dialoges „Christina Brandner“ am 12. Januar 2010 behauptete, ein Bekannter von ihr habe Kachelmann mit einer anderen gesehen, und ihr ihr Beileid ausdrückte, antwortete Isabella M., ihre Beziehung zu Kachelmann bestehe weiter. Der Dialog brach daraufhin ab; „Christina Brandners“ Profil-Bild bei Facebook wurde gelöscht. Am sechsten Tag nach der Festnahme legte der Verteidiger Birkenstock einen Ausdruck des Dialoges bei Facebook und ein handschriftliches Schreiben von Isabella M. vor, in dem die Umstände des Dialoges aus ihrer Sicht erklärt wurden und in dem sie erklärte, Kachelmann sei zu einer Tat wie der vorgeworfenen nicht fähig. Später leitete Isabella M. der Polizei jedoch belastende E-Mails zu, aus denen sich psychische Probleme Kachelmanns herauslesen lassen sollten, und benannte weitere mögliche Belastungszeugen. Das Vorliegen des Facebook-Dialoges führte dazu, dass die Staatsanwaltschaft den Laptop von Claudia D. sicherstellen ließ. Sie kam damit einem einer Woche zuvor erfolgten Ersuchen von Rechtsanwalt Birkenstock nach. Von der Sicherstellung ihres Computers am Arbeitsplatz oder des elterlichen Computers sah die Staatsanwaltschaft hingegen ab. Zeitgleich wurden Kachelmanns Laptop und seine Mobiltelefone sichergestellt.
Der Inhalt von Claudia D.s Laptop wurde kopiert und später durch einen IT-Spezialisten der Polizeidirektion Heidelberg untersucht. Auf Kachelmanns Mobiltelefonen fehlten die Ausgangsdaten, die möglicherweise bewusst gelöscht wurden.

#### Beginn der „Schlacht der Gutachter“
Birkenstock bemühte sich nicht nur um die Sicherstellung von Computern. Er legte als Verteidiger Kachelmanns der Staatsanwaltschaft drei Gutachten vor, die sich mit der gerichtsmedizinischen Seite des Falls befassten. Die Experten bezweifelten, ob die Tat in der von der Nebenklägerin Claudia D. beschriebenen Weise begangen worden sein könnte. Durch die Verteidigung beauftragt, war dies der Beginn dessen, was in der Presse später auch „Schlacht der Gutachter“ genannt wurde. Prozesstaktisch ist das Einbringen von Sachverständigen und Gutachten im deutschen Strafprozess nicht unproblematisch. Strafverteidiger können die Erhebungen weiterer Gutachten nicht erzwingen. Im Hauptverfahren hat das Gericht in § 244 Abs. 4 StPO relativ weite Möglichkeiten, Gutachten abzulehnen. Eine Möglichkeit, diese trotzdem einzubringen, ist die Selbstladung der Sachverständigen (§ 220 StPO) durch die Verteidigung. In der Regel kann dieses Instrument in Strafprozessen nicht genutzt werden, da § 220 Abs. 2 StPO Vorschusspflichten des Beschuldigten vorsieht und dies oft nicht finanziert werden kann. Im Falle des relativ vermögenden Jörg Kachelmann war dieses Vorgehen aber machbar.
Von der Verteidigung waren mit der Erstellung der Gutachten die Düsseldorfer Fachärztin für Rechtsmedizin Andrea Schultes, der Professor für Rechtsmedizin an der Universität zu Köln Markus Rothschild und der Professor für Rechtsmedizin an der Universität Münster Bernd Brinkmann beauftragt worden.
- Andrea Schultes ging in ihrem Gutachten davon aus, die geradezu parallelen, scharf abgegrenzten Spuren am Hals von Claudia D. seien nicht mit dem geschilderten dynamischen Tatgeschehen vereinbar. Eine Selbstbeibringung sei möglich und auch naheliegend. Die Art der Verletzungen an Bauch, Oberschenkel und Arm sprächen für Selbstbeibringungen. Sie befänden sich an schmerzunempfindlichen Stellen und ließen sich mit dem geschilderten Tatverlauf nicht vereinbaren.[14]
- Bernd Brinkmann deutete die bei Claudia D. festgestellten Verletzungen am Hals als selbst beigebracht. Es könne ausgeschlossen werden, dass diese Art der Verletzungen mit der Messerschneide zugefügt worden seien. Dafür seien die Verletzungen zu oberflächlich. Mit dem Messerrücken sei es nicht möglich, derartige Verletzungen zuzufügen. Auch könne das Messer während des ganzen von Claudia D. beschriebenen Vorgangs inklusive Entkleidung kaum nur dieselbe relativ kleine Fläche verletzt haben. Brinkmann vermutete als Verursacher der Verletzungen eher einen Fingernagel. Die Hämatome an den Oberschenkeln führte er am ehesten auf Fausthiebe zurück.[14][35]
- Markus Rothschild sah die Halsverletzungen als für die Einwirkung durch ein Messer ungewöhnlich an. Die Verletzungen deuteten seiner Ansicht nach auf vertikale schabende Bewegungen hin. Diese setzten ruhige und konzentrierte Bewegungsabläufe voraus. Als Instrument sei am ehesten eine Kordel, ein Band oder ein Gürtel denkbar.[14] Die Gleichsinnigkeit und feine Parallelität der Spuren am Bauch sei unwahrscheinlich bei einem dynamischen Geschehen, Selbstbeibringung sei wahrscheinlicher.[14]

Infolge der Vorlage dieser Gutachten folgte die Staatsanwaltschaft nun einer Forderung der Verteidigung nach einer aussagepsychologischen Begutachtung der Nebenklägerin zur Frage der Glaubhaftigkeit der Aussagen von Claudia D. Beauftragt wurde die Rechtspsychologin Luise Greuel.

#### Änderung der belastenden Aussage
Am 30. März 2010 kam es in der Polizeidirektion Heidelberg zu einer Vernehmung von Claudia D. In dieser Vernehmung fragten die Beamten nach, ob sie eine Christina Brandner, eine Chris oder einen Frank kenne. Sie verneinte. Sie erklärte, erst am Tag, als sie den Brief fand, Isabella M. im Internet gesucht zu haben. Sie sei nicht bei Facebook.
Am 19. April 2010 lagen die Ergebnisse der Auswertung der Festplatte des Laptops von Claudia D. der Staatsanwaltschaft vor. Die Experten konnten feststellen, dass es darauf Datenlücken gab. Ferner konnten sie nachweisen, dass Claudia D. nicht erst vor der Tatnacht nach Isabella M. gegoogelt hatte, sondern bereits im Februar 2009. Sie konnten auch zwei gelöschte Fotos von Hämatomen, die denen von Claudia D. glichen, wiederherstellen. Das Aufnahmedatum konnte nicht mehr ermittelt werden.
Oberstaatsanwalt Oskar Gattner und Staatsanwalt Lars-Torben Oltrogge fragten darauf in einer Vernehmung vom 20. April 2010 nach, ob Claudia D. ihre Aussage an irgendeinem Punkte korrigieren wolle. Sie räumte daraufhin ein, bereits früher von Isabella M. erfahren und mit ihr Kontakt aufgenommen zu haben. Sie habe nur Bedenken gehabt, dies früher zuzugeben, da es sonst als geplant hätte aussehen können. Sie habe durch einen Telefonanruf etwa ein halbes bis Dreivierteljahr vorher von der Existenz von Isabella M. erfahren. Zunächst habe sie sich nur den Namen notiert und es hierbei belassen. Schließlich habe sie als „Christina Brandner“ Kontakt zu der Rivalin aufgenommen. Sie habe dann aber zunächst den Eindruck gehabt, Isabella M. und Kachelmann unterhielten doch keine Beziehung. Als sich aus der Antwort Isabella M.s vom 13. Januar 2010 ergeben habe, dass doch eine Beziehung bestehe, habe sie es nicht wahrgenommen. Dann habe sie am 8. Februar den fraglichen Brief erhalten. Sie wurde mit dem Ergebnis einer Untersuchung des Briefes konfrontiert. Das Ergebnis der Untersuchung war, dass lediglich Fingerabdrücke von ihr und Kachelmann an Umschlag und Anschreiben nachweisbar waren. Nach einer Vernehmungspause erklärte der Rechtsanwalt von Claudia D., sie wolle ihre Aussage nochmals korrigieren. Sie räumte nun ein, sie habe die Flugtickets bereits Mitte 2009 erhalten. Den Brief mit der Aussage „Er schläft mit ihr!“ habe sie selbst geschrieben und im Sender ausgedruckt. Auf die Nachfrage, warum sie Jörg Kachelmann nicht schon bei einem Zusammensein am 20. Januar 2010 in Herrenschwand auf Isabella M. angesprochen habe, erklärte Claudia D., sie sei noch nicht so weit gewesen.
Am 22. April 2010 entstand in der Öffentlichkeit der Eindruck, die Schuld Kachelmanns sei bewiesen: Die Süddeutsche Zeitung veröffentlichte einen Artikel mit dem Titel „Messer mit Fingerabdrücken“, dem zufolge die Untersuchung am Messer DNA-Spuren und Fingerabdrücke ergeben hatte. Diese Meldung stellte sich relativ schnell als Falschmeldung heraus. Tatsächlich ergab das erst am 26. April 2010 übersandte Gutachten, dass keine Fingerabdrücke festgestellt werden konnten. Am Messergriff befinde sich eine DNA-Spur am Rande der Nachweisgrenze. Es handle sich um eine Mischspur, die mehr DNA-Merkmale von Claudia D. als von Kachelmann aufweise. Vermutlich handle es sich um Hautschuppen.
Die Sachverständige Luise Greuel nahm im Mai zwei Sitzungen mit Claudia D. vor, die insgesamt elf Stunden dauerten. Nach dem Ende der Gespräche kam es zu einem Telefonat mit Staatsanwalt Oltrogge. In diesem Telefonat erklärte Greuel Oltrogge, Claudia D. sei nicht von ihrem Tatvorwurf abgegangen und weise auch keine eindeutigen Zeichen einer psychischen Störung auf. Das Gutachten werde allerdings erst bis Ende Mai fertiggestellt werden können, da die Sachlage nicht unkompliziert sei.

#### Anklageerhebung
Die Staatsanwaltschaft Mannheim erhob am 19. Mai 2010 Anklage gegen Kachelmann. Die Anklage lautete auf Vergewaltigung in einem besonders schweren Fall in Tateinheit mit gefährlicher Körperverletzung. Am 9. Juli 2010 ließ das Landgericht Mannheim die Anklage in vollem Umfang zu und eröffnete das Hauptverfahren. Es wurden für das Verfahren 15 Verhandlungstage bis zum 27. Oktober angesetzt.
Die Anklageschrift wurde Kachelmann am 25. Mai gegen 15:00 Uhr zugestellt. Kurz nach dieser Zustellung sandte Luise Greuel eine E-Mail an die Staatsanwaltschaft. In dieser fasste sie die Ergebnisse ihres Gutachtens kurz zusammen. Die Aussage von Claudia D. weise zu viele Mängel auf, als dass sich aufgrund dieser Aussage der Erlebnishintergrund der Vergewaltigung aussagepsychologisch belegen lasse. Auch in ihrem schriftlichen Gutachten legte Luise Greuel dar, psychologisch betrachtet gebe es keinen Beweis dafür, dass Claudia D. durch Kachelmann vergewaltigt wurde. Es gebe Mängel bezüglich der Detailliertheit und in der logischen Konsistenz der Aussage. Einiges, was Claudia D. beschreibe, könne sich so nicht abgespielt haben.
Am 7. Juni 2010 legte Rechtsanwalt Birkenstock eine Dienstaufsichtsbeschwerde gegen die mit dem Fall befassten Staatsanwälte ein. Begründet wurde diese mit Ermittlungsversäumnissen. Die Beschwerde wurde im September 2010 mit der Begründung abgewiesen: „Die rechtlichen Bewertungen der Staatsanwaltschaft waren zutreffend oder wenigstens vertretbar.“

#### Aufhebung des Haftbefehls

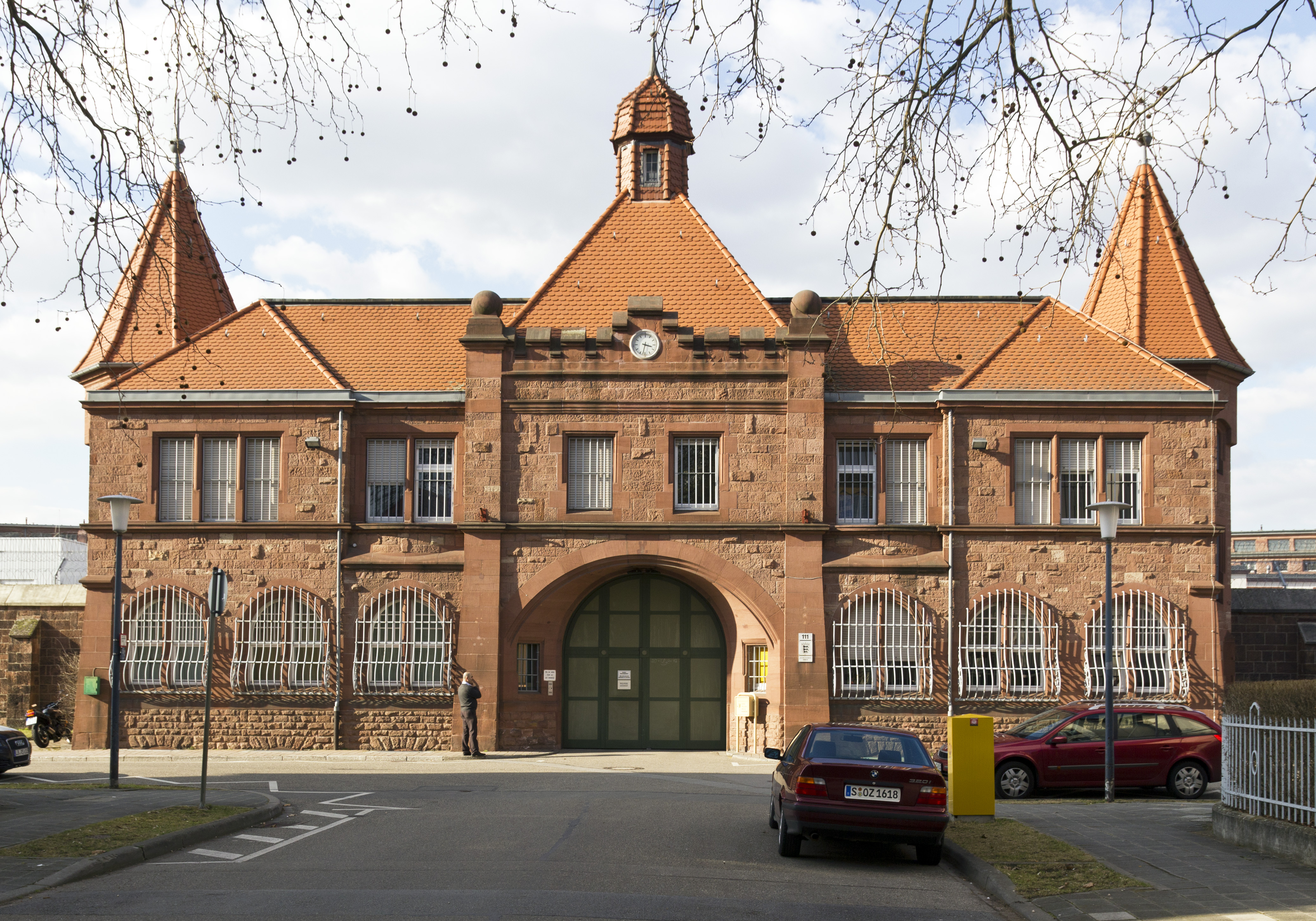
Haupteingang zur Justizvollzugsanstalt Mannheim, durch den Jörg Kachelmann die Anstalt verlassen konnte

Am 29. Juli 2010 gab das Oberlandesgericht Karlsruhe der Haftbeschwerde Kachelmanns statt und hob den Haftbefehl vom 25. Februar 2010 auf. Das Oberlandesgericht entschied, ein dringender Tatverdacht liege nicht vor. Es handle sich um eine klassische Konstellation von „Aussage gegen Aussage“. Bei der Nebenklägerin könnten Bestrafungs- und Falschbelastungsmotive nicht ausgeschlossen werden. Sie habe auch bei der Anzeigeerstattung und im weiteren Verlauf des Ermittlungsverfahrens zu Teilen der verfahrensgegenständlichen Vorgeschichte und des für die Beurteilung des Kerngeschehens bedeutsamen Randgeschehens unzutreffende Aussagen gemacht. Eine Selbstbeibringung der Verletzungen könne nach dem Ermittlungsstand nicht ausgeschlossen werden.

### Hauptverhandlung
Am 6. September 2010 begann die Hauptverhandlung in der Strafsache Kachelmann vor dem Landgericht Mannheim. Wegen des großen Andrangs musste der Zugang für Pressevertreter reglementiert werden. Journalisten mussten sich akkreditieren. Es wurden dabei mehrere Töpfe für verschiedene Mediengattungen gebildet und auch darauf geachtet, dass nicht nur deutsche, sondern auch schweizerische Medien berücksichtigt wurden. Im Rahmen der Kontroverse um Journalisten-Akkreditierung beim NSU-Prozess wurde dieses Vorgehen als eine mögliche und vorbildliche Lösung beschrieben.
Das Hauptverfahren fand unter dem Aktenzeichen 5 KLs 404 Js 3608/10 vor der 5. Großen Strafkammer des Landgerichts Mannheim statt und dauerte letztlich 44 Verhandlungstage vom 6. September 2010 bis zum 31. Mai 2011. Im Laufe der Hauptverhandlung wurden dreißig Zeugen gehört, unter anderem die Angestellten des Hotels, in dem Kachelmann abgestiegen war, nachdem er die Nebenklägerin verlassen hatte, zehn Ex-Geliebte, eine davon in der Schweiz, die Freundin einer ehemaligen Geliebten und die als Journalistin akkreditierte Alice Schwarzer, die aber die Aussage verweigerte. Es wurden Hunderte Akten ausgewertet. Schon die Protokolle von Kachelmanns Chat- und E-Mail-Verkehr mit der Nebenklägerin füllten fünf Ordner. Zehn Gutachter nahmen teil.

#### Verlauf der Hauptverhandlung mit Strafverteidiger Birkenstock
Am 6. September 2010, dem ersten Verhandlungstag, wurde die Verhandlung nach etwa zehn Minuten auf den 13. September vertagt. Grund war ein Ablehnungsgesuch der Verteidigung gegen zwei Richter der Strafkammer. Wegen der nur kurzen Sitzung konzentrierte sich die Berichterstattung stark auf die Interaktion zwischen dem Angeklagten und der Nebenklägerin. Die Darstellungen wichen hierbei voneinander ab. Gisela Friedrichsen etwa schrieb: „Während der kurzen Verhandlung sucht er mehrfach den Blickkontakt – fragend und irritiert wirkend – zu seinem mutmaßlichen Opfer.“ Nach Friedrichsen soll diese aber jeden Blick verweigert haben. Laut Bild-Überschrift soll er sie keines Blickes gewürdigt haben, laut Text aber auch sie den Blick-Kontakt vermieden haben. Nach wieder anderer Beobachtung habe sie erst zu ihm geblickt, er habe dies aber nicht bemerkt, später aber habe er einmal zu ihr geblickt und sie soll dies nun nicht bemerkt haben.

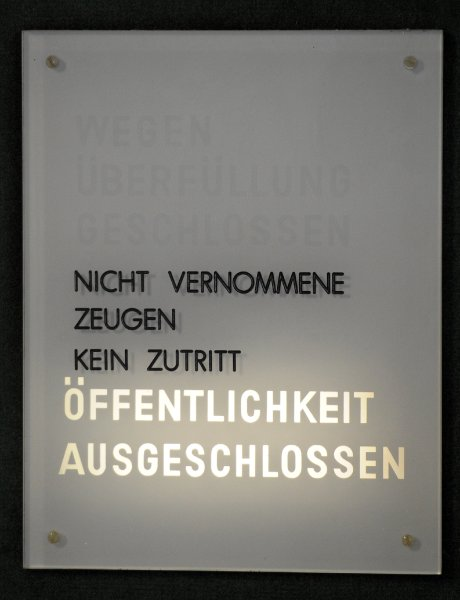
Schild am Gerichtssaal mit dem Hinweis, dass die Öffentlichkeit ausgeschlossen ist

Als ungewöhnlich für einen Strafprozess wurde wahrgenommen, dass nicht zunächst die Nebenklägerin als unmittelbare Tatzeugin vernommen wurde, sondern zuerst eine Reihe ehemaliger Geliebten Kachelmanns als Beziehungszeuginnen. Vincenzo Capodici: Diese Vernehmungen von Beziehungszeuginnen, wie auch spätere Vernehmungen von anderen Ex-Geliebten, erfolgten unter Ausschluss der Öffentlichkeit, um die Intimsphäre der Zeuginnen zu schützen. Insgesamt fanden so die Verhandlungen zum Großteil unter Ausschluss der Öffentlichkeit statt. Dass verschiedene Zeuginnen zuvor oder danach die Öffentlichkeit über die Presse informierten, wurde zu einem anhaltenden Kritikpunkt. Auch die Erörterung der Gutachten fand zum großen Teil unter Ausschluss der Öffentlichkeit statt. Thomas Knellwolf formulierte dies in seinem Buch über den Fall Kachelmann so:

„Im Fall Kachelmann läuft alles verkehrt: Während der Strafuntersuchung, eigentlich geheim, ist fast alles publik geworden, während des Prozesses, eigentlich öffentlich, bleibt das meiste geheim.“

Am 6. Oktober 2010 wurde der von Kachelmanns Verteidiger benannte Gutachter Bernd Brinkmann nach § 74 StPO als befangen abgelehnt. Brinkmann habe nach Auffassung des Gerichtes seine Untersuchungen einseitig nur auf die für seinen Auftraggeber günstige These der Selbstverletzung beschränkt. Die Verteidigung legte hiergegen eine Gegenvorstellung ein, verzichtete aber auf einen Befangenheitsantrag gegen das Gericht. Brinkmann sollte aber später noch als „sachverständiger Zeuge“ vernommen werden.
Sechs Wochen nach Verhandlungsbeginn sagte Claudia D. als Zeugin aus. Der Aussage voraus ging eine Auseinandersetzung um die Zeugenbelehrung nach § 55 StPO: Birkenstock bestand darauf, sie sei auch dahin zu belehren, dass sie die Aussage auch verweigern könne, wenn sie sich selbst einer Straftat, etwa einer Falschverdächtigung (§ 164 StGB), bezichtigen würde. Das Gericht lehnte dies zunächst ab. Es kam zu einem erneuten Befangenheitsantrag der Verteidigung. Schließlich erfolgte die Belehrung in der von der Verteidigung gewünschten Form. Die Aussage erfolgte unter Ausschluss der Öffentlichkeit und dauerte ab dem 13. Oktober 2010 vier Verhandlungstage, insgesamt 20 Stunden. Die Terminierung der Aussage war ursprünglich für einen der letzten Prozesstage der Hauptverhandlung angesetzt worden.

#### Verteidigerwechsel

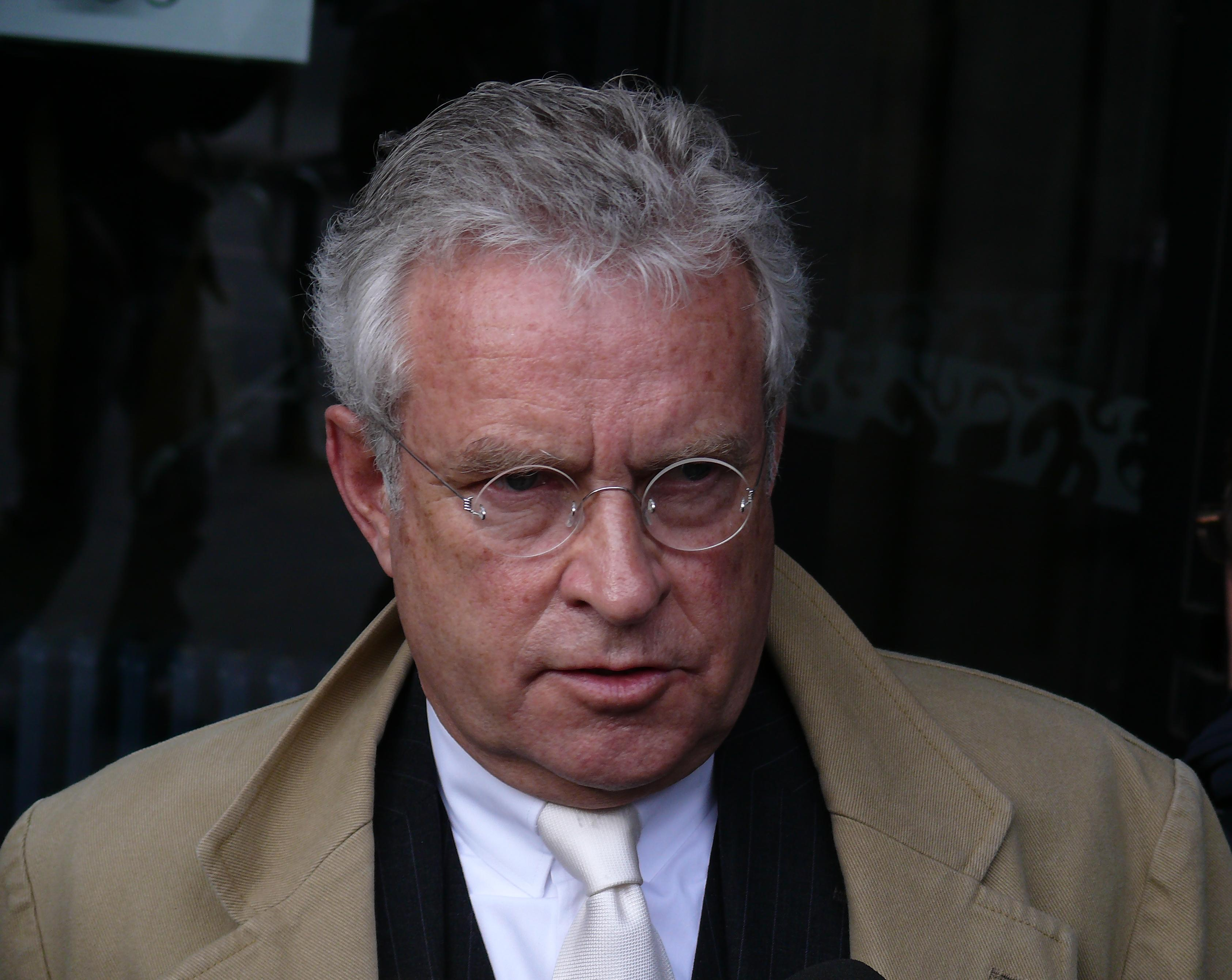
Rechtsanwalt Johann Schwenn, ab Ende November 2010 der Strafverteidiger Kachelmanns

Am Ende einer Verhandlungspause trennte sich Kachelmann am 29. November 2010 von Rechtsanwalt Birkenstock als Verteidiger. Das Mandat übernahm nun Johann Schwenn. Laut Darstellung Sabine Rückerts hatte sich Ralf Witte, ein Opfer eines Justizirrtums, mit Kachelmann per E-Mail in Verbindung gesetzt und ihm geraten, Schwenn zu beauftragen, der das Opfer seinerzeit verteidigt hatte. Kachelmann selbst stellte die Gründe für den Wechsel im Verteidiger-Team folgendermaßen dar: Er habe den Eindruck bekommen, der Stil Birkenstocks sei zu kooperativ und die Gegenseite fasse dies als Schwäche auf. Er habe zusammen mit seiner späteren Frau an Birkenstock auch entsprechende, „für Schweizer Verhältnisse deutliche“, E-Mails geschrieben. Während der nach seiner Erinnerung zweiwöchigen Verhandlungspause sei ihm klar geworden, dass ein Wechsel vorgenommen werden müsse. Bei einer Kommunikation über Skype habe sich seine spätere Frau an ein Dossier aus der Zeit erinnert. Von den dort genannten Rechtsanwälten sei die Wahl auf Johann Schwenn gefallen. Kurz darauf sei dann die E-Mail von Ralf Witte eingetroffen.
Johann Schwenn trat, ganz im Gegensatz zu Birkenstock, vor Gericht sehr aggressiv auf. So stellte er an seinem zweiten Verhandlungstag im Prozess einen Befangenheitsantrag gegen die Sachverständige Luise Greuel, obwohl diese auf Mängel in der Aussage der Nebenklägerin aufmerksam gemacht hatte. Er beantragte zudem die Durchsuchung der Aktentasche des sachverständigen Zeugen Günter H. Seidler und attackierte diesen, indem er ausführte, in seinen Therapieprotokollen finde sich Absonderliches; das Verhalten des sachverständigen Zeugen sei grenzüberschreitend und geradezu scharlatanesk. Nach Einschätzung von Gisela Friedrichsen vom Spiegel waren die prozessentscheidenden Schritte allerdings noch von Reinhard Birkenstock eingeleitet worden. Birkenstock habe die Staatsanwaltschaft mit der Möglichkeit der Lüge durch die Nebenklägerin konfrontiert. Außerdem habe er mit der Auswahl der Gutachter die Staatsanwaltschaft unter Druck gesetzt, was letztlich zur Beauftragung Luise Greuels durch die Staatsanwaltschaft geführt und erheblich zum Freispruch beigetragen habe. Birkenstock habe die Aufhebung des Haftbefehls durch das Oberlandesgericht Karlsruhe erreicht. Diese Entscheidung habe das letztendliche Urteil des Landgerichts vorweggenommen.

#### Gutachten im Hauptverfahren
Ein Teil der „Crème de la Crème der deutschen Forensik“ gab im Kachelmann-Prozess Gutachten im Wesentlichen zu zwei Fragekomplexen ab: Ob eine Vergewaltigung in der Nacht vom 8. auf den 9. Februar 2010 gerichtsmedizinisch nachgewiesen werden könne und ob die Aussage von Claudia D., von Kachelmann vergewaltigt worden zu sein, glaubhaft sei.
Nach dem Verteidigerwechsel wurde ab dem 13. Dezember 2010 über die rechtsmedizinischen Gutachten zum Verlauf der möglichen Tat verhandelt. Begonnen wurde mit der Vernehmung des sachverständigen Zeugen Bernd Brinkmann. Er berichtete über die Experimente, die ihn zu seinem vom Gericht im September abgelehnten Gutachten geführt hatten. Der Sachverständige Rainer Mattern wurde ab dem 1. Februar 2011 vernommen. Er hatte in der Folge der von der Verteidigung im Ermittlungsverfahren vorgelegten Gutachten weitere Untersuchungen durchgeführt. Im Ergebnis wollte er weder die Möglichkeit der Entstehung der Verletzungen durch eine Vergewaltigung noch eine Selbstbeibringung ausschließen. Er erklärte: „Ich kann weder nachweisen, dass der Angeklagte der Nebenklägerin die Verletzungen beigebracht hat, noch kann ich nachweisen, dass sich die Nebenklägerin die Verletzungen selbst beigebracht hat.“ Die von der Verteidigung benannten Sachverständigen Markus Rothschild und Klaus Püschel trugen ihre Gutachten zu den Verletzungen am 9. Februar vor. Rothschild orientierte sich an einem zehnpunktigen Merkmal-Katalog im „Handbuch für gerichtliche Medizin“ für Selbstverletzungen. Das Fehlen von Abwehrverletzungen, die leicht erreichbare Stelle, die oberflächlichen Ritzer an Bauch, linkem Schenkel und linkem Arm, die parallele Anordnung deuteten seiner Ansicht auf eine Selbstbeibringung hin. Püschel ging von eindeutigen Hinweisen auf Selbstverletzung aus. Ein überfallartiges Geschehen könne er ausschließen. Es bestünden viele Anhaltspunkte für Manipulation, entweder durch Claudia D. selbst oder mit Hilfe einer weiteren Person.
Der zweite gutachterlich untersuchte Komplex in dem Prozess betraf die Glaubhaftigkeit der Aussage von Claudia D. Ihr Therapeut Günter H. Seidler sagte an fünf Verhandlungstagen aus, an vier Tagen unter Ausschluss der Öffentlichkeit. Er vertrat die These, seine Patientin weise Erinnerungslücken in der Folge einer posttraumatischen Belastungsstörung auf. Der Psychiater Hans-Ludwig Kröber sagte am Freitag, dem 25. Februar 2011, aus. Er erklärte, traumatische Ereignisse blieben in der Regel eher besonders gut im Gedächtnis haften. Ein völliger Erinnerungsverlust sei eine seltene Ausnahme. Man dürfe nicht dem Fehler eines Umkehrschlusses erliegen und von Erinnerungsstörungen auf ein belastendes Ereignis schließen. In lebensbedrohlichen Situationen komme es zu der Abspaltung des Gefühls, sodass Angst nicht mehr empfunden werde. Hierdurch komme es zur Aussage von Betroffenen, dass sie sich teilweise nicht mehr erinnern. Traumatisierung könne außerdem nicht nur durch schwere Straftaten entstehen, sondern auch durch schwere Demütigungen oder Trennungssituationen. Zur Frage der Möglichkeit von Erinnerungsstörungen wurde am Montag, dem 4. April 2011, der Neuropsychologe Hans J. Markowitsch vernommen. Markowitsch war ursprünglich von Birkenstock benannt, aber von seinem Nachfolger Schwenn ausgeladen worden. Er wurde nun auf Antrag der Staatsanwaltschaft vernommen. Im öffentlichen Teil seiner Aussage erklärte Markowitsch, Opfer von Straftaten erinnerten sich in der Regel sehr deutlich an das Kerngeschehen. Wenn es zu Erinnerungsstörungen komme, dann erinnerten sich die Opfer emotionslos nur noch an die Fakten oder umgekehrt nur noch an die Gefühle. Am 38. Verhandlungstag, dem 2. Mai 2011, wurde die Sachverständige Luise Greuel zur Glaubhaftigkeit der Aussage von Claudia D. vernommen. Die Aussage Greuels fand weitgehend unter Ausschluss der Öffentlichkeit statt. Am 9. Mai gab der Psychologe Günter Köhnken seine Stellungnahme ab. Köhnken war noch von Reinhard Birkenstock um eine Stellungnahme zum Greuel-Gutachten gebeten worden. Schwenn hatte den Auftrag noch um die Frage erweitert, ob eine Falschaussage von Claudia D. vorliege. Köhnken sah einen deutlichen Stilbruch in der sehr detaillierten Beschreibung des Trennungsgespräches und der dünnen und detailarmen Beschreibung des Vergewaltigungsgeschehens. Geistig sei Claudia D. zu einer hochqualitativen Aussage in der Lage, habe aber eine schwache Aussage produziert. Eine Autosuggestion schloss er aus, da der Zeitraum zwischen dem Geschehen in der Nacht auf den 10. Februar 2010 und dem Sichanvertrauen bei den Eltern und der ersten Aussage bei der Polizei zu kurz gewesen sei. Er hielt auch eine bewusste Falschaussage für möglich. Er kritisierte, dass in den ersten Vernehmungen kein Wortprotokoll geführt wurde und nicht ausreichend kritisch nachgefragt wurde. Köhnken kritisierte auch den Traumatologen Seidler, der seit Beginn der Therapie von Claudia D. von der Schuld Kachelmanns überzeugt gewesen sei. Durch die entsprechende Erwartungshaltung Seidlers in der Therapie sei die Nebenklägerin beeinflusst worden. Ihre Aussagen seien zum Zeitpunkt der Gespräche mit der Sachverständigen Greuel im Mai 2010 bereits „kontaminiert“ gewesen. Die am 9. Mai erneut vernommene Luise Greuel erklärte, ein durch die Trennung möglicherweise hervorgerufenes Trauma könne zu Autosuggestion geführt haben. Aussagepsychologisch sei es nicht möglich festzustellen, ob sie die Wahrheit sage.
Am 5. Mai 2011 war noch der psychiatrische Sachverständige Hartmut Pleines gehört worden. Er war durch das Landgericht beauftragt worden, Kachelmann auf seine Schuldfähigkeit zu untersuchen. Pleines schloss Persönlichkeitsstörungen aus. Auch wenn Kachelmann Egoismus und Eigensucht nicht fremd seien, liege keine narzisstische Persönlichkeitsstörung vor. Zwar weiche Kachelmann vom Idealbild einer ausgeglichenen Persönlichkeit ab, eine klinische Diagnose sei damit aber nicht verbunden. Pleines stützte sein Gutachten auf die Biographie Kachelmanns, Beobachtungen während des Hauptverfahrens und die Angaben seiner ehemaligen Geliebten. Kachelmann selbst hatte eine Begutachtung abgelehnt.

#### Schlussplädoyers und Urteil
Die Staatsanwaltschaft plädierte am drittletzten Prozesstag auf eine Freiheitsstrafe von vier Jahren und drei Monaten. Sie räumte in den Plädoyers der Staatsanwälte Lars-Torben Oltrogge, Oskar Gattner und Werner Mägerle ein, dass Claudia D. insbesondere zur Vorgeschichte unwahre Angaben gemacht habe. Sie habe jedoch das Streitgespräch, den angeblichen Angriff mit dem Messer und ihre Todesangst detailliert und glaubhaft geschildert. Lücken in der Beschreibung der Vergewaltigung selbst könnten mit der Todesangst und den damit einhergehenden psychischen Belastungen erklärt werden. Die Angaben Kachelmanns seien nach Ansicht der Staatsanwaltschaft unwahr, so habe er zuerst behauptet, das Messer und den Tampon nicht angefasst zu haben, und dann nach Rücksprache mit seinem Anwalt behauptet, er erinnere sich nicht daran. Der Angeklagte habe gezielt SMS von seinem Mobiltelefon gelöscht. Auch die rechtsmedizinischen Gutachten sprächen für die Version der Nebenklägerin. Alle Gutachter hätten bestätigt, dass die Verletzungen am Hals von dem Tomatenmesser stammen könnten. Die Möglichkeit der Selbstverletzung sei wegen der damit verbundenen Schmerzen auszuschließen. Am Messer hätten sich DNA-Spuren von ihr befunden und auch von Kachelmann, wenn diese ihm auch nicht mit Sicherheit zuzuordnen seien. Die einzelnen Indizien könnten auch anders interpretiert werden. Die erforderliche Gesamtschau der Indizien lasse sich aber nur mit der in der Anklageschrift geschilderten Tat vereinbaren.
Am Dienstag, dem 24. Mai 2011, folgte das Plädoyer der Strafverteidiger. Während sich Andrea Combé mit der Beweiswürdigung und mit den möglichen psychologischen Hintergründen befasste, die zu einer Anzeige geführt hatten, konzentrierte sich Johann Schwenn am Nachmittag auf das Versagen des Gerichtes und der Staatsanwaltschaft aus Sicht des Angeklagten. Combé argumentierte in einem dreistündigen Plädoyer, aus ihrer Sicht sei die Nebenklägerin eine betrogene und frustrierte Ex-Geliebte, deren Motiv Hass sei. Claudia D. habe erwiesenermaßen gelogen, an ihren Lügen festgehalten und selbst erfahrene Kriminalbeamte täuschen können. Sie habe den Brief „Er schläft mit ihr“ nicht nur selbst geschrieben, sondern auch noch an der Arbeitsstelle ausgedruckt, damit er nicht zu ihr zurückverfolgt werden können sollte. Sie habe ferner eine Nebenbuhlerin mit falscher Identität auf Facebook kontaktiert. Wenn dies ein Angeklagter getan hätte, würde man von hoher krimineller Energie sprechen. Ansonsten habe man eine typische Aussage-gegen-Aussage-Situation. Messer, Strickkleid und Slip wiesen keine hinreichenden Spuren Kachelmanns auf. Die Wunden habe sich D. laut Gutachten selbst beibringen können. Es gebe keine Beweise, dass es so gewesen sei, wie die Ex-Geliebte behaupte, aber einige dafür, dass es nicht so gewesen sein könne. So lasse das Chat-Protokoll erkennen, dass die Reihenfolge von Essen und Sex in der von Kachelmann dargestellten Weise erfolgte (Sex vor dem Essen).
Bei der Urteilsverkündung am 31. Mai 2011 applaudierten und jubelten Anhänger Kachelmanns im Gerichtssaal, als der Freispruch verkündet wurde. Die Saalöffentlichkeit hatte schon während des Prozesses deutlich zur Annahme der Unschuld Kachelmanns tendiert. Das Gericht stellte seiner mündlichen Urteilsbegründung folgende Anmerkung voran:

„Der heutige Freispruch beruht nicht darauf, dass die Kammer von der Unschuld von Herrn Kachelmann und damit im Gegenzug von einer Falschbeschuldigung der Nebenklägerin überzeugt ist. Es bestehen aber nach dem Ergebnis der Beweisaufnahme begründete Zweifel an der Schuld von Herrn Kachelmann. Er war deshalb nach dem Grundsatz ‚in dubio pro reo‘ freizusprechen.“

Die Staatsanwaltschaft und die Nebenklägerin Claudia D. legten jeweils zunächst Revision gegen das Urteil ein. Mit der Begründung mangelnder Erfolgsaussicht wurde die Revision Anfang Oktober 2011 jedoch zurückgenommen, der Freispruch erlangte damit Rechtskraft.

### Kritik an Verfahren und Urteil

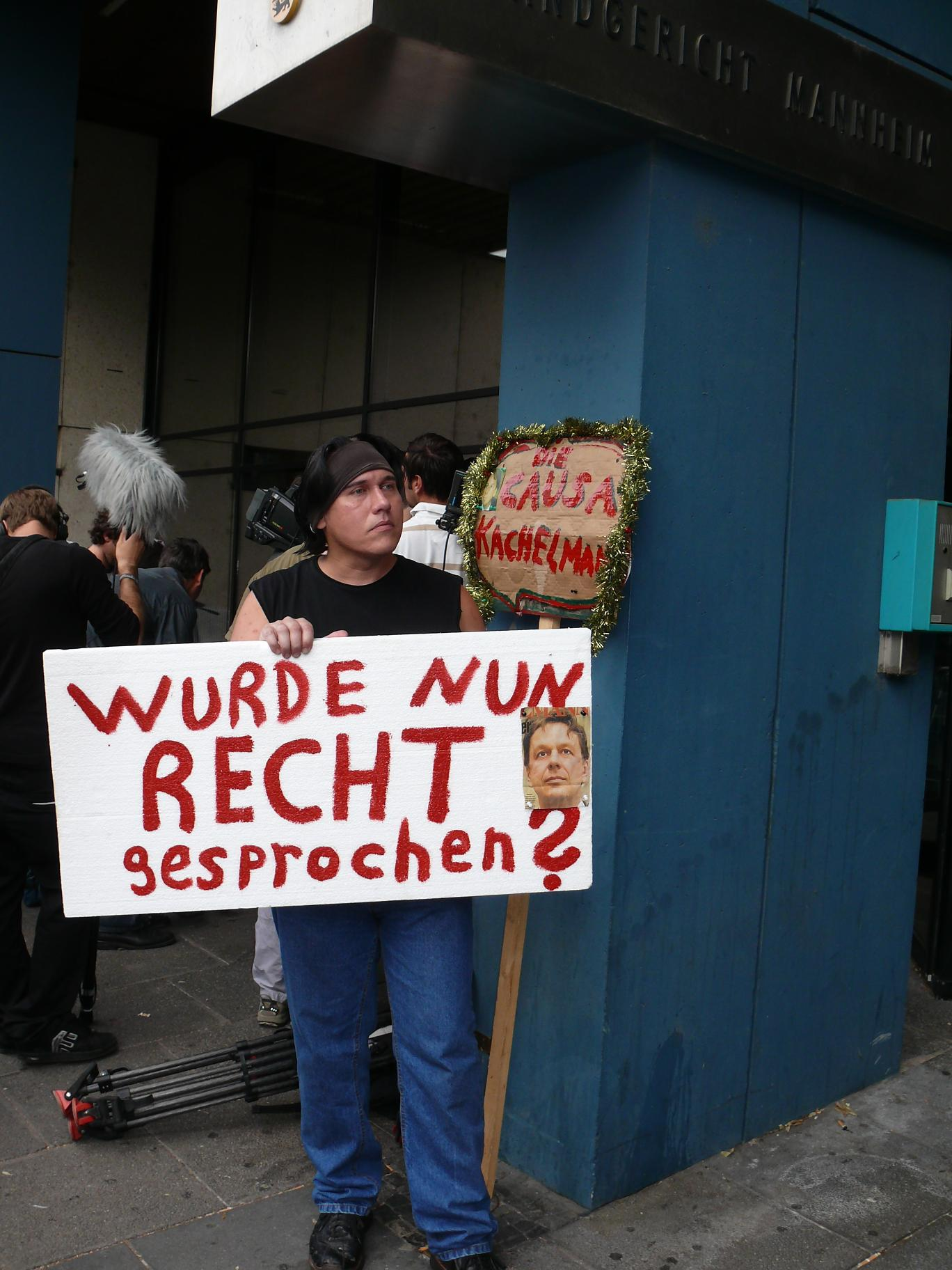
Demonstrant nach der Urteilsverkündung

Der Kachelmann-Prozess wurde stark in der Öffentlichkeit wahrgenommen. Sowohl das Strafverfahren selbst, als auch das abschließende Urteil wurden vielfach und von unterschiedlichen Seiten kritisiert.

#### Kritik am Verfahren
Aus dem Hause des Spiegel wurde der Staatsanwaltschaft in dem Verfahren eine zu große „Schneidigkeit“ vorgeworfen. Diese Schneidigkeit führe zu einer Präjudizierung bei den Richtern, die sich dann hinter „einem Wust wissenschaftlicher Gutachten“ versteckten, deren Qualität nicht hinreichend überprüft werde. Die Staatsanwaltschaft habe sich zu früh festgelegt und Beweismittel nur zu Lasten Kachelmanns interpretiert. Die Ermittlungen seien oberflächlich gewesen, so sei die Bedeutung des Laptops der Nebenklägerin nicht erkannt worden. Die Anklage sei auch schon vor der Fertigstellung eines wichtigen Gutachtens erhoben worden. Die Strafrechtsprofessorin Monika Frommel erklärte in einem Interview, die Staatsanwaltschaft hätte frühzeitig erkennen müssen, dass sie über keine objektiven Beweismittel verfüge. Es wäre für alle Beteiligten besser gewesen, das Verfahren einzustellen.
Der Verteidiger Johann Schwenn kritisierte bereits vor seiner Mandatsübernahme im November 2010 im Politmagazin Cicero, der Fall Kachelmann sei ein Beispiel dafür, dass bei Verdacht auf ein Sexualdelikt der Weg vom mutmaßlichen Opfer zum mutmaßlichen Täter nicht weit sei. Die Rechtsanwältin Christina Clemm warf Schwenn daraufhin Polemik vor. Bei Sexualstraftaten werde die Mehrzahl der Verfahren wegen Zweifeln an den Aussagen der Opfer eingestellt oder ende nach dem Grundsatz „in dubio pro reo“ mit einem Freispruch. Auch Sabine Rückert von der Zeit führte das Verfahren gegen Kachelmann wie auch die Ermittlungen gegen Dominique Strauss-Kahn darauf zurück, bei der Kombination von prominentem Mann mit Vergewaltigungsvorwürfen komme es zu einem Mangel an Ergebnisoffenheit, was zu überstürzten Ermittlungen geführt habe.
Die Staatsanwaltschaft Mannheim wurde von dem Juristen Volker Boehme-Neßler, dem ehemaligen Verfassungsrichter Winfried Hassemer und dem FDP-Politiker und Juristen Gerhart Baum dafür kritisiert, sie habe ungerechtfertigt Dokumente an die Medien gegeben und so einer Vorverurteilung Vorschub geleistet. Demgegenüber wurde geltend gemacht, die Staatsanwaltschaft habe als Behörde Auskunftspflichten, denen sie lediglich nachgekommen sei. Der Rechtsanwalt Gerson Trüg vertrat demgegenüber die Auffassung, bis zur Hauptverhandlung seien nur beschränkte Auskünfte der Staatsanwaltschaft zulässig, z. B. Auskünfte darüber, dass ein Haftbefehl beantragt und erlassen worden sei. Der Gesetzgeber habe bereits das Informationsinteresse der Öffentlichkeit und des Betroffenen zugunsten eines geheimen Ermittlungsverfahrens getroffen.
Die Argumentation des Staatsanwaltes Lars Torben Oltrogge in seinem Plädoyer „Man kann alle Indizien auch anders werten. Aber das ist das Wesen des Indizienprozesses, dass es auf die Gesamtschau ankommt“ wurde im Spiegel dahingehend kritisiert, dies könne zur Willkürlichkeit führen, wenn dieselben Beweise zu Freispruch oder Verurteilung führen könnten. Wahrheit könne so zur Ansichtssache werden. Das Vertrauen in die Justiz nehme so Schaden. Die Frankfurter Allgemeine Zeitung kommentierte, die Justiz könne nicht vollkommen frei von Willkür sein. Entgegen dem Eindruck in der Öffentlichkeit vom Prozess gegen Kachelmann als „Schmierentheater“ seien Gerichtsverhandlungen, wie schon Cornelia Vismann analysierte, grundsätzlich auch sonst unter anderem Theateraufführungen.
Sabine Rückert attestierte dem Mannheimer Gericht im Dezember 2010, es befinde sich „trotz der dürftigen Beweislage auf Verurteilungskurs“. Gisela Friedrichsen kritisierte, dem Gericht seien alle entlastenden Umstände bereits vor dem Beginn der Hauptverhandlung bekannt gewesen. Für den Angeklagten wie für die Nebenklägerin sei es ein achtmonatiger „Alptraum der Hauptverhandlung“ gewesen. Insbesondere sie sei hierdurch für alle Zeit als Person in der Öffentlichkeit gebrandmarkt worden, die auch alle nahestehenden Personen belogen habe. Claudia D. sei außerdem „als Mittel zum Zweck vermehrter Publicity“ anderer Personen „verheizt“ worden. Der Strafrechtler Ulrich Eisenberg erklärte in einem Beitrag der JuristenZeitung, seiner Ansicht nach sei das Verfahren gegen Kachelmann ein Beispiel dafür, dass das Hauptverfahren bei der Beweislage ohne weitere Nachforschungen nicht hätte eröffnet werden dürfen.
Der Forensiker Michael Tsokos kritisierte in einem Interview die mangelnde Festlegung des Sachverständigen bezüglich der Verletzungen von Claudia D. Seiner Ansicht nach seien diese typisch für Selbstverletzungen, der Kollege habe sich da aber nicht festlegen wollen; so sei der Prozess nicht frühzeitig genug beendet worden.
Der sehr weitgehende Ausschluss der Öffentlichkeit von der Gerichtsverhandlung wurde ebenfalls stark kritisiert. Die Öffentlichkeit eines Gerichtsverfahrens sei vom Gesichtspunkt der Rechtsstaatlichkeit her wichtig. Da Urteile „im Namen des Volkes“ gesprochen werden, sei es notwendig, dass transparent gemacht werde, wie diese Urteile zustande kommen. Zwar sei der Schutz der Intimsphäre ein wichtiges Gut, aber Gerichte hätten dies auszubalancieren. In der Form, wie es im Kachelmann-Prozess geschehen sei, werde nur Raum für Spekulationen und Verschwörungstheorien geschaffen. Hierdurch sei das Vertrauen in den Rechtsstaat untergraben.
Opfer-Verbände wie Weißer Ring oder Terre des Femmes kritisierten die mediale Berichterstattung. Durch die teilweise erfolgte Vorverurteilung würden Vergewaltigungsopfer künftig eher von der zügigen Anzeige solcher Straftaten abgehalten. Für Christa Stolle von Terre des Femmes entfaltete der Freispruch eine fatale Signalwirkung, da gewalttätigen Männern nicht hinreichend vermittelt worden sei, dass Übergriffe gegen Frauen verwerflich seien. „Selbst eine moralische Ächtung durch die Öffentlichkeit“ sei „kaum noch vorhanden, wenn sich Prominente für beschuldigte Männer öffentlich einsetzen“. In der Talkshow Anne Will äußerte im August 2010 der Ex-Staatsanwalt Hans-Jürgen Karge in diesem Zusammenhang mit Vergewaltigungsfällen: „Meiner Tochter würde ich im Zweifelsfall raten, nicht zur Polizei zu gehen.“
Vermutungen gingen dahin, Kachelmann habe schlecht verlaufene Verfahren vor dem Landgericht Mannheim, wie den Fall Harry Wörz, den FlowTex-Prozess oder das Verfahren wegen Atomschmuggels, ausbaden müssen. Das Verfahren habe sich so lang erstreckt, weil Gericht und Staatsanwaltschaft es zu genau machen wollten. Thomas Knellwolf sah die Justiz als überfordert an und kritisierte die überlange Verfahrensdauer. Er betrachtete den Fall unter diesem Gesichtspunkt als Medien- und Justizskandal.

#### Kritik am Urteil
In der Zeitschrift Emma wurde hervorgehoben, der Prozess habe mit einem Generalverdacht gegen moderne Frauen operiert, die die Lüge sexueller Gewalt als Waffe gegen Männer richteten. Umgekehrt unterlägen Männer einer Unschuldsbehauptung. Das Urteil des Landgerichts habe im Zweifel für den Angeklagten geurteilt, aber nicht gegen die Version von Claudia D. Es sei „ein Freispruch dritter Klasse“, die Zweifel an der Unschuld des Angeklagten seien dabei so groß, dass „die Richter noch in der Urteilsbegründung explizit betonten, der Verdacht, dass Kachelmann seine Ex-Freundin vergewaltigt habe, habe sich ‚nicht verflüchtigt‘.“ Sabine Rückert kommentierte in der Zeit, dieser „Freispruch zweiter Klasse“ sei keine Ruhmestat der Justiz gewesen. Letztlich sei der Rechtsstaat zwar zur Vernunft gekommen, dies sei aber das Verdienst der Verteidigung gewesen, die erst die entlastenden Momente ermittelt habe.
Gisela Friedrichsen kritisierte, die Urteilsbegründung sei ruinös für den freigesprochenen Angeklagten gewesen. Heinrich Gehrke kritisierte in einer Talkshow, das Gericht habe mit seiner Begründung seine Kompetenzen überschritten. Heike Jung kritisierte in der Juristenzeitung die Einleitung des Gerichtes bei der Urteilsbegründung. Zwar müsse ein Gericht seine Entscheidung begründen und hierbei auch eine Beweisbewertung vornehmen, das rechtfertige es aus rechtsstaatlichen Gründen nicht, die Zweifel an der Unschuld derartig hervorzukehren. Johann Schwenn als Verteidiger Kachelmanns behauptete, das Gericht hätte Kachelmann zu gerne verurteilt. Mit dieser Einleitung habe die Strafkammer „richtig nachgetreten“, um „den Angeklagten maximal zu beschädigen“. Der Schweizer Anwalt David Gibor fühlte sich durch die Urteilsbegründung an Prozesse der Inquisition erinnert. Der Inquisition sei es möglich gewesen, nicht nur klar freizusprechen oder zu verurteilen, sondern bei Fortbestehen eines Verdachtes eine Sonderstrafe auszusprechen. Eine solche habe das Landgericht Mannheim ausgesprochen, indem es „einen stigmatisierenden Verdachtsfreispruch fällte, der nun zeitlos in den Lebensraum eines rechtlich Unbescholtenen hineinhallt“.

#### Kritik an Verhalten nach dem Prozess
Das Auftreten Kachelmanns nach dem Prozess und die Beteuerung seiner Unschuld wurden angegriffen. Bild-Chefredakteur Hans-Hermann Tiedje erklärte in der Talkshow von Günther Jauch, Kachelmann habe nach seiner Ansicht im Gegensatz zu Andreas Türck keinen Freispruch „erster Klasse“ erhalten. Der Springer-Verlag wurde später wegen seiner wahrheitswidrigen Berichterstattung und der Verletzung von Kachelmanns Persönlichkeitsrechten durch die Bildzeitung zur höchsten Geldstrafe in der Geschichte des deutschen Journalismus verurteilt.
In der Zeitschrift Emma wurde ähnlich wie von der Bild argumentiert. Dort wurde geschrieben:

„Man sollte eigentlich meinen, dass jemand, der einer Vergewaltigung mit vorgehaltenem Messer angeklagt ist und nach acht quälenden Monaten zwar freigesprochen wird – aber nicht etwa wegen ‚erwiesener Unschuld‘, sondern wegen des Grundsatzes: ‚Im Zweifel für den Angeklagten‘ –, dass so einer Grund hat zum Schweigen. Vor allem, wenn die Zweifel an der Unschuld des Angeklagten so groß sein durften wie im Fall Kachelmann, und wo die Richter noch in der Urteilsbegründung explizit betonten, der Verdacht, dass Kachelmann seine Ex-Freundin vergewaltigt habe, habe sich ‚nicht verflüchtigt‘. Jedoch gäbe es gleichzeitig ‚Zweifel an seiner Schuld‘. Also ein Freispruch dritter Klasse. Aber nein, zwei Jahre nach Beginn dieses Prozesses legt Kachelmann wieder los.“

Stefan Niggemeier wies demgegenüber darauf hin, auch Türck sei seinerzeit nach dem Grundsatz „in dubio pro reo“ freigesprochen worden. Die von Tiedje oder Emma vertretene Ansicht zeige, dass ein Freispruch wohl nichts wert sei.
In der Zeit schrieb Fabienne Hurst 2017, dass der Prozess gegen Kachelmann ein Beispiel dafür sei, dass auch der Freigesprochene mit dem Verdacht der Öffentlichkeit, dass er der Täter sei, umgehen müsse. Problematisch sei auch, dass sich kein Mitglied der Justiz gerne selbst korrigiere.

## Berichterstattung der Medien und Litigation-PR

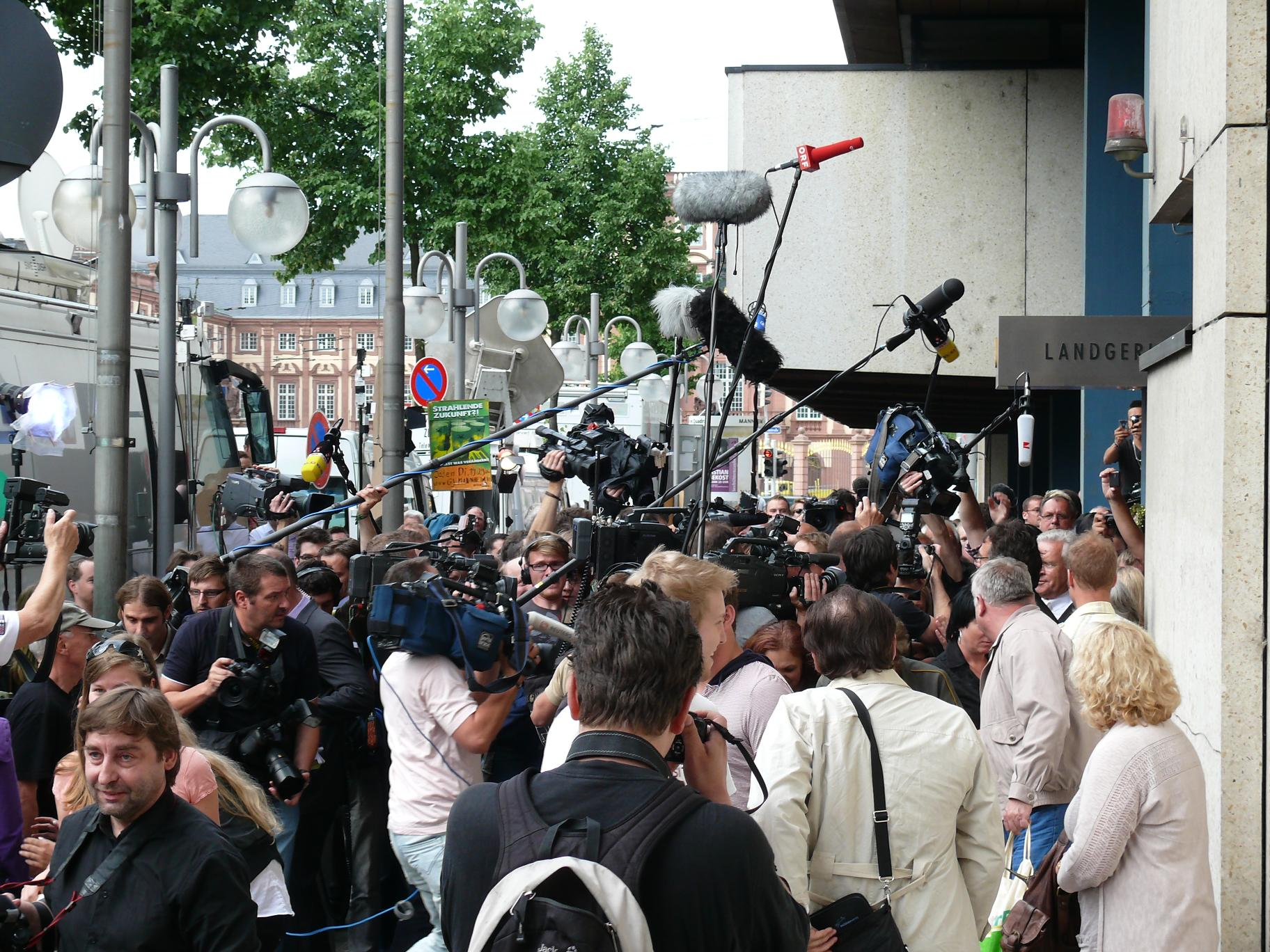
Journalisten am letzten Prozesstag vor dem Landgericht Mannheim

Der Presse wurde die Verhaftung Kachelmanns vom 20. März 2010 erst relativ spät bekannt. Erst am Morgen des 22. März 2010 erhielt die Bild-Reporterin Janine Wollbrett einen Anruf, in dem ihr mitgeteilt wurde, Jörg Kachelmann sei verhaftet worden. Die Staatsanwaltschaft reagierte auf das Bekanntwerden der Verhaftung mit einer Presseerklärung, die keine Namen nannte, aber von einem „51-jährigen Journalisten und Moderator“ sprach. Anders verhielt sich später der Leiter der Justizvollzugsanstalt Mannheim. Er gab Journalisten bereitwillig auf Anfrage hin Auskunft, wie Kachelmanns Leben im Gefängnis sei. Am Abend berichteten fast alle deutschen Nachrichtensendungen prominent über die Verhaftung Kachelmanns. Die Ausnahme bildeten die Sendungen Tagesschau und Tagesthemen in der ARD. Grund soll gewesen sein, dass es sich lediglich um einen Verdacht handelte.
Der Prozess erregte in der Folge erhebliche Medienaufmerksamkeit. Die Süddeutsche Zeitung bezeichnete den Prozess als einen „der spektakulärsten Prozesse in der Geschichte der Bundesrepublik“. Aus Sicht eines Gesprächspartners des Magazins Time war der Kachelmann-Prozess der Prozess des Jahres. Der Hollywood Reporter bezeichnete das Strafverfahren als einen der wenigen deutschen Strafprozesse, der einen Medienzirkus verursachte wie amerikanische Strafprozesse. Aus Schweizer Sicht war der Fall Kachelmann für die Weltwoche im ansonsten ereignisarmen Jahr 2010 hervorstechend. Insbesondere sei es ein Höhepunkt an Mediendekadenz gewesen. In der Berichterstattung wurde auch das private Liebesleben von Jörg Kachelmann in der Öffentlichkeit ausgebreitet, inklusive Details sexueller Praktiken. Vor dem Strafverfahren hatte es Kachelmann sehr stark vermieden, der Öffentlichkeit oder auch seiner Umgebung Einblicke in sein Privatleben zu geben. Eine Auswertung von neun Printmedien durch Heike Jung ergab, dass sich das Medieninteresse bei der Urteilsverkündung darin zeigte, dass in jedem der Medien der Freispruch auf der Titelseite vermerkt wurde und dem Urteil drei oder mehr Beiträge gewidmet wurden. Kein Medium vermerkte den Ausgang des Verfahrens unter „Vermischtes“.
Die Berichterstattung schlug sich auch in den Verkaufszahlen nieder: Für die Bunte war Heft Nr. 23/2011 mit der Schlagzeile „Jörg Kachelmann: Freispruch, aber was wird aus ihr?“ mit 348.627 Einzelverkäufen das nach dem Heft mit der Berichterstattung über die Hochzeit von Prinz William und Kate Middleton 2011 am zweithäufigsten verkaufte Heft; für den Stern war Heft 31/2010 mit der Kachelmann-Titelstory bei einem Einzelverkauf von 360.332 Exemplaren ein Verkaufserfolg. Das Heft mit dem zweigeteilten Titelblatt „Die Akte Kachelmann“/„Gauck – der bessere Präsident“ ergab für den Spiegel das beste Verkaufsergebnis 2010. Auf der anderen Seite erreichten die Talkshows Menschen bei Maischberger und Markus Lanz zum Urteil im Kachelmann-Prozess nur relativ schwache Quoten von 5,7 % (Markus Lanz) bzw. 5,9 % (Menschen bei Maischberger) und blieben damit deutlich hinter dem Tagessieger Dr. House (19,4 %) zurück.
Bei der Berichterstattung kam es zu Parteinahmen durch Journalisten und Medien. Während etwa Der Spiegel und Die Zeit eindeutig die Positionen Kachelmanns vertraten, wurde er durch Medien aus dem Hause Axel Springer und Burda eher vorverurteilt. Dies führte nach Kritikern der Medienberichterstattung dazu, dass sowohl der Angeklagte als auch die Nebenklägerin in der Öffentlichkeit bloßgestellt worden und letztlich sozial erledigt gewesen seien – er als möglicher Vergewaltiger, sie als Lügnerin. Die Berichterstattung habe dabei letztlich auch nicht zur Information der Medienkonsumenten beigetragen.

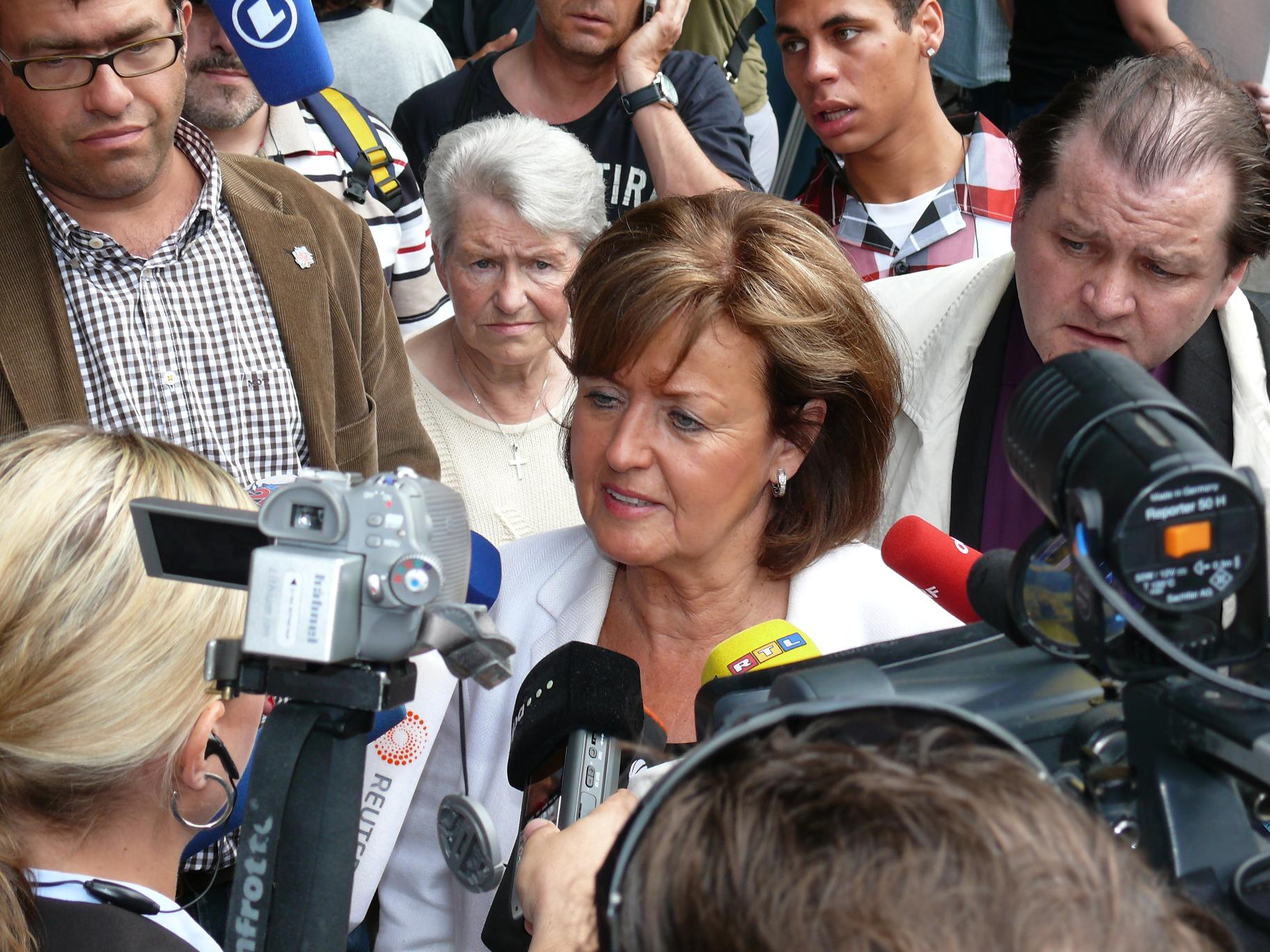
Gisela Friedrichsen nach der Urteilsverkündung mit Reportern

Den Gerichtsreporterinnen Gisela Friedrichsen (Spiegel) und Sabine Rückert (Zeit) wurde mangelnde journalistische Distanz vorgeworfen. Bei Friedrichsen sei von Beginn an klar gewesen, dass für sie nur ein Freispruch in Frage komme. Dies habe sie nicht nur in ihren Reportagen im Spiegel, sondern auch in der Talkshow von Markus Lanz im ZDF und in einem Interview für Radio FFH klar geäußert. Sabine Rückert habe Einfluss auf den Wechsel des Strafverteidigers genommen, ohne dies offenzulegen.

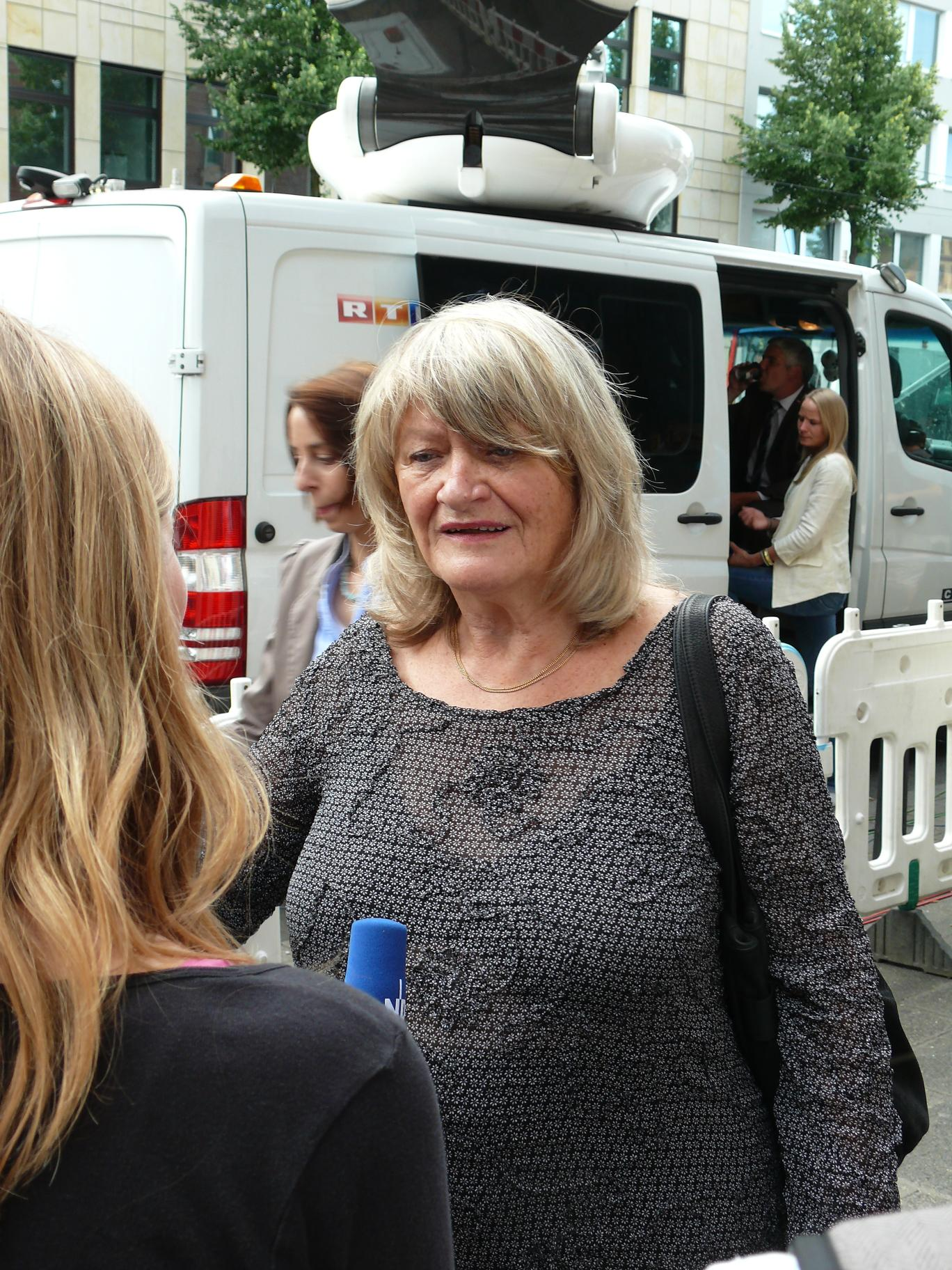
Alice Schwarzer am Tag der Urteilsverkündung

Auf Grund einer Idee des Chefredakteurs Kai Diekmann schrieb Alice Schwarzer ab September 2010 in der Bild-Zeitung als „Prozess-Kolumnistin“ im Fall Kachelmann. Schwarzer begründete die Zusammenarbeit mit Bild damit, es sei wichtig, dass auch die Sicht des mutmaßlichen Opfers in einem tagesaktuellen meinungsprägenden Blatt erscheine. Leitmedien in der deutschen Presselandschaft hätten sich schließlich auf die Seite des Beschuldigten gestellt. Der Kachelmann-Prozess war ihrer Ansicht nach der erste exemplarische Prozess zu sexueller Gewalt innerhalb von Beziehungen. Hierbei sei zu berücksichtigen, dass statistisch jede zweite Vergewaltigung durch den Partner oder Expartner geschehe. Die Kommentare von Frau Schwarzer zu dem Prozess wurden wegen Parteilichkeit und der Neigung zur Vorverurteilung kritisiert. In der Talkshow Anne Will trafen Alice Schwarzer und Gisela Friedrichsen im Sommer 2010 aufeinander und vertraten ihre jeweiligen Positionen. Schwarzer und Friedrichsen wurden in anderen Medien als Hauptwidersacherinnen wahrgenommen.
Noch vor der Eröffnung der Hauptverhandlung publizierte das Magazin Focus unter dem Titel „Die Akte Kachelmann“ die wesentlichen Inhalte der Ermittlungsakten als Titelstory. Gegen mehrere explizite Passagen konnte Kachelmanns Anwalt vor dem Landgericht Köln eine einstweilige Verfügung erwirken.
Thematisiert wurde der Prozess unmittelbar nach dem Freispruch in Talkshows. So griff die Sendung Menschen bei Maischberger kurz nach dem Prozess das Urteil auf. In der Sendung kritisierte etwa Alice Schwarzer, auf das Gericht sei durch Medien und den Verteidiger Schwenn ein enormer Druck ausgeübt worden. So habe Schwenn immer wieder von Revision gesprochen. Sie bezweifelte, ob das Urteil die Wahrheit widerspiegele. Der ehemalige Richter Heinrich Gehrke widersprach ihr. Es sei nicht primär Aufgabe eines Strafgerichtes, die Wahrheit zu ermitteln, sondern zu prüfen, ob die Beweise für eine Verurteilung ausreichten. Dies sei im Falle Kachelmanns nicht der Fall gewesen. Die Wertung als „Freispruch zweiter Klasse“ sei falsch und belaste Kachelmann unangemessen. Zeitgleich wurde der Prozess bei Markus Lanz im ZDF unter anderem mit dem Verteidiger Kachelmanns und Gisela Friedrichsen diskutiert. 2012 wurde der Fall in der Sendung Günther Jauch wieder aufgenommen. Hier wurde der Fall mit Jörg Kachelmann, Hans-Hermann Tiedje, Gerhart Baum und Winfried Hassemer diskutiert. In der Sendung sprach Tiedje Kachelmann trotz Freispruchs als möglichen Vergewaltiger an. Die Einschätzungen der Sendung mit Günther Jauch gingen auseinander, wie schon im Prozess. Einigkeit bestand darin, Jauch habe überfordert gewirkt. In Spiegel Online wurde kritisiert, die Unschuldsvermutung sei als Absonderlichkeit unter Juristen behandelt worden und die Justiz sei nicht eingeschritten, als Tiedje Kachelmann als „miesen Charakter“ und möglichen Vergewaltiger beleidigt habe. Auf Focus Online wurde demgegenüber kritisiert, Jauch habe Kachelmann und seiner Ehefrau eine Plattform als giftige Kröten geboten.
Bereits während des laufenden Prozesses kündigte Alice Schwarzer 2010 an, ein Buch über den Fall Kachelmann zu veröffentlichen. 2012 teilte der Verlag Kiepenheuer und Witsch mit, das Buch Der Fall Kachelmann von Alice Schwarzer werde nicht erscheinen. Schwarzer arbeite stattdessen an einem thematisch breiteren Buch über sexuelle Gewalt. Kachelmann erklärte 2011 in einem Interview mit der Zeit, er arbeite täglich zwischen ein und zehn Stunden an einem Buch zum Fall. Das Buch solle Mannheim heißen. Im Oktober 2012 erschien das gemeinsam mit seiner Ehefrau Miriam verfasste Buch unter dem Titel Recht und Gerechtigkeit. Ein Märchen aus der Provinz. Kurz nach Prozessende erschien das Buch Die Akte Kachelmann. Anatomie eines Skandals des Journalisten Thomas Knellwolf. Das Buch wurde im Deutschlandfunk als schnell geschrieben, aber gut recherchiert und objektiv besprochen. Das Buch von Knellwolf stieg nach dem Erscheinen auf Platz 63 der Bestseller-Liste des Spiegel ein.

### Kritik an der Berichterstattung zum Fall Kachelmann
Das Gericht kritisierte während der Urteilsbegründung sowohl die Presse als auch den Umgang mit dem Fall in Foren, Blogs und anderen Kommunikationsformen des Internets. Insgesamt sei es der Öffentlichkeit nicht möglich gewesen, sich eine unvoreingenommene Meinung zu dem Fall zu bilden. Für die Neue Zürcher Zeitung kommentierte Rainer Stadler, die Berichterstattung zum Fall Kachelmann sei eine „Bankrotterklärung der Informationsindustrie“. Die Öffentlichkeit sei durch die Berichterstattung nur mit einem „ebenso ungeniessbaren wie durchschaubaren Brei aus Gerüchten, Behauptungen und Gegenbehauptungen“ konfrontiert worden. Es sei von Journalisten anmaßend gewesen, frühzeitig Urteile über Schuld oder Unschuld zu fällen. Der Kölner Jurist Norbert Gatzweiler kritisierte die Medien und ihren Umgang mit dem Fall bei einer Veranstaltung der Universität Trier zum Thema „Strafrecht und Medien“ mit den Worten:

„Das Verfahren gegen Herrn Kachelmann ist das wohl erschütterndste Beispiel für aus den Fugen geratene Medienberichterstattung in unserem Land. Von Anfang an ist in diesem Verfahren nicht nur die Unschuldsvermutung mit Füßen getreten worden. Schwerwiegende Fehlentscheidungen, eine kaum noch nachvollziehbare Einseitigkeit der ermittelnden Staatsanwaltschaft, eine über weite Strecken immer deutlicher werdende Vorfestlegung des Gerichtes, jeweils in deutlicher Kombination mit lancierten Medienberichten haben jede Chance einer Prozessführung, die dem Fair-Trial-Prinzip hätte gerecht werden können, von Anfang an zunichte gemacht.“

Christian Bommarius sah 2015 die Boulevardberichterstattung zum Fall Kachelmann als seltenes Beispiel der systematischen Verschmutzung des öffentlichen Raums mit Informationen aus dem Intimleben von Prominenten. Im Hollywood Reporter wurde hervorgehoben, dass der Fall Kachelmann einen Zirkuscharakter gehabt habe, der für das US-amerikanische Rechtssystem nicht ungewöhnlich sei, aber im deutschen Rechtssystem ein Ausnahmefall sei.
Als medialer Tiefpunkt des Verfahrens wurde ein Auftritt von Oliver Pocher als Kachelmann-Double anlässlich der Eröffnung der Hauptverhandlung empfunden.
Ob die Berichterstattung in den Medien tatsächlich Einfluss auf den Verfahrensgang hatte, ist aber umstritten: Während Gisela Friedrichsen in der Fachzeitschrift Strafverteidiger den Kachelmann-Prozess als Beispiel dafür zitierte, dass ein massives Medieninteresse zu massiven Veränderungen in Strafprozessen vor deutschen Gerichten und der Strafverteidigung führe, wurde von juristischer Seite argumentiert, dieses Medien- und Öffentlichkeitsinteresse bestehe schon von jeher, im Kern sei das Verfahren gegen Kachelmann hiervon auch nicht beeinflusst worden. Auch Professor Heike Jung kommentierte, das Gericht habe sich im Großen und Ganzen als unempfindlich gegenüber der Medienberichterstattung erwiesen, auch wenn die Medienschelte bei der Urteilsbegründung zwar menschlich verständlich gewesen sei, aber nicht von professioneller Souveränität gezeugt habe.
Der CDU-Politiker Siegfried Kauder forderte als Konsequenz aus der Berichterstattung zum Kachelmann-Prozess gegenüber der Neuen Osnabrücker Zeitung, die Berichterstattung aus Vergewaltigungsprozessen müsse gesetzlich eingeschränkt werden, „soweit die Medien sich nicht zu einer überzeugenden Selbstverpflichtung bereit erklären“. Gisela Friedrichsen erklärte demgegenüber, dieser Vorschlag beinhalte die Gefahr der Zensur. Im Falle Kachelmanns wäre eine derartige Regelung auch erfolglos geblieben, da die intimen Details bereits vor der Eröffnung des Hauptverfahrens bekannt gemacht worden seien.
Anfang 2017 beleuchtete Stefan Niggemeier in den Übermedien eine Pressemitteilung des epd (Evangelischer Pressedienst) zur geplanten Tätigkeit Kachelmanns bei Sonnenklar.TV aufgrund ihrer gewählten Formulierungen kritisch und betitelte dies, Kachelmann selbst zitierend,  als „Nachverurteilung“. Dabei wies er besonders auf den Umstand hin, dass die Kernformulierung („Straftat […] die nicht bewiesen werden konnte“) von gleich sieben großen, meist überregional verbreiteten Zeitungen und trotz jahrelanger Gegenwehr des Betroffenen noch immer unkritisch übernommen und eine „berichtigte Neufassung“ der Agentur erst Tage danach versendet wurde.
Noch im gleichen Jahr kritisierte Fabienne Hurst, dass die Presseaufarbeitung mit dazu beigetragen habe, dass in der Öffentlichkeit noch immer der Verdacht bestehe, dass Kachelmann schuldig sei.

### Litigation-PR während des Strafprozesses
Kachelmanns Anwälte verfolgten im Umgang mit den Medien eine Doppelstrategie: Einerseits wurden Kachelmann zuneigende Medien wie Spiegel oder Zeit mit Informationen, exklusiven Interviews oder dergleichen versorgt, andererseits wurde gegen ungünstige Berichterstattung massiv rechtlich durch Kachelmanns Medienanwalt Ralf Höcker vorgegangen. Der Staatsanwaltschaft wurde durch die Verteidigung vorgeworfen, sie habe aktenkundige Ermittlungsergebnisse an die Zeitschrift Focus weitergegeben. Die Staatsanwaltschaft bestritt dies. Auch Berichterstatter gingen von einer derartigen Informationsweitergabe durch die Staatsanwaltschaft aus. Ausschlaggebend für die Vermutung war, die Interessenlage von Beschuldigtem und Nebenklägerin könne nicht auf die Weitergabe intimster Details gerichtet gewesen sein.

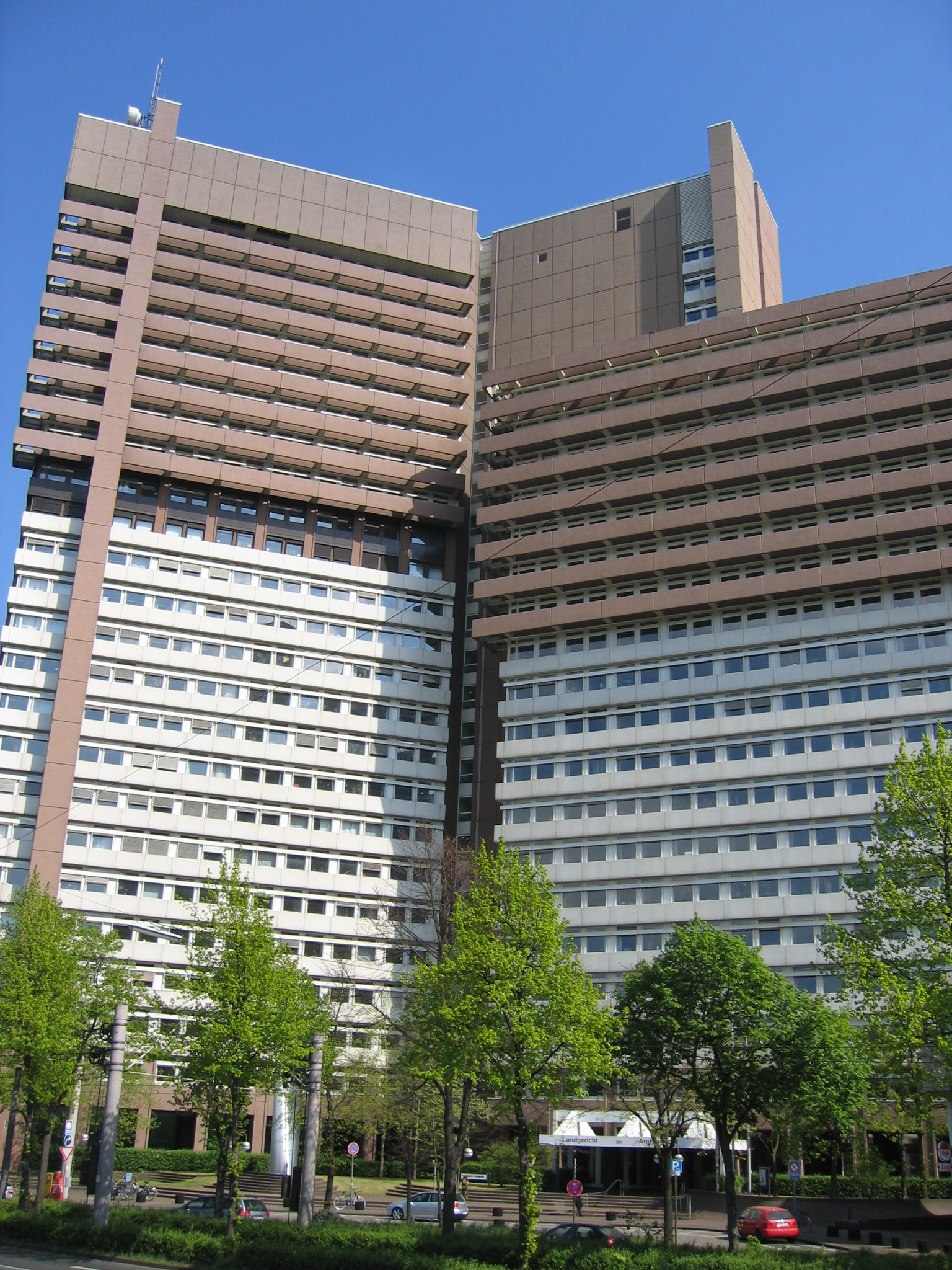
Gebäude des Justizzentrums Köln. Vor dem dort untergebrachten Landgericht Köln fanden die meisten medienrechtlichen Streitigkeiten statt.

Es kam während des Strafverfahrens auf Antrag von Kachelmanns Medienanwalt Ralf Höcker zu zahlreichen einstweiligen Verfügungen. Insgesamt waren es über dreißig solche Verfügungen innerhalb eines Jahres. Jörg Kachelmann listete in seinem Buch Recht und Gerechtigkeit. Ein Märchen aus der Provinz mit Stand August 2012 91 vor dem Landgericht Köln erwirkte einstweilige Verfügungen auf. Die Pressekammer des Landgerichtes in Köln ist bei Prominenten relativ beliebt, wenn sie sich auf die Verletzung von Persönlichkeitsrechten berufen. In derartigen Fällen gilt ein fliegender Gerichtsstand im Sinne des § 32 ZPO, das heißt, der Kläger darf sich das örtlich zuständige Gericht aussuchen (auch Forum Shopping genannt). Das Landgericht Köln neigt bei der Abwägung von Persönlichkeitsrecht und Pressefreiheit eher zum Schutz von Persönlichkeitsrechten als andere Landgerichte und ist eher als andere Gerichte bereit, über einstweilige Verfügungen wegen Eilbedürftigkeit ohne Anhörung der Presseseite zu entscheiden. Viele dieser Verfügungen im Fall Kachelmann, etwa wegen der Veröffentlichung von Bildern aus dem Gefängnis, Meldungen über Äußerungen einer ehemaligen Geliebten über mehr als zehn Jahre zurückliegendes Verhalten Kachelmanns oder zur Veröffentlichung der Einlassungen Kachelmanns mit Details zum Sexualverhalten, wurden vor Zivilgerichten auch nach dem Freispruch im Strafprozess noch behandelt. So hatte schließlich das Oberlandesgericht Köln Anfang 2012 noch zahlreiche dieser Streitigkeiten als Berufungsgericht zu entscheiden.
Nachdem der Bild am 22. März 2010 bekannt geworden war, dass Kachelmann inhaftiert wurde, wurde unter anderem bei Rechtsanwalt Birkenstock angerufen, um dies bestätigt zu bekommen. Daraufhin wurde Ralf Höcker erstmals tätig: Er beantragte eine einstweilige Verfügung vor dem Landgericht Köln. Hierdurch sollte es Bild untersagt werden, über die Verhaftung zu berichten. Die zuständige Richterin lehnte dies ab. Nur weil Bild bekannt sei, dass Kachelmann verhaftet sei, bestehe keine Erstbegehungsgefahr, dass auch berichtet werde.
Ein Reporter hatte etwa drei Wochen nach der Festnahme Kachelmanns aus einem nahegelegenen Hochhaus mit Hilfe eines Teleobjektivs mit großer Brennweite ein Foto von Jörg Kachelmann beim Hofgang in der Justizvollzugsanstalt gemacht. Gegen die Veröffentlichung dieses Fotos in Print- und Onlinemedien wandte sich sein Anwalt zunächst erfolgreich mit einer vor dem Landgericht Köln beantragten einstweiligen Verfügung. Hiergegen wurde Widerspruch eingelegt, der vom Landgericht (Az. 28 O 318/10) zurückgewiesen wurde. Schließlich entschied das Oberlandesgericht Köln, die Veröffentlichung der Bilder sei unrechtmäßig. Bei der Abwägung der Pressefreiheit und des Informationsinteresses der Öffentlichkeit mit den Rechten Kachelmanns sei ausschlaggebend zu berücksichtigen, dass er sich in einem Bereich der die Öffentlichkeit ausschließenden Abgeschiedenheit befand. Ferner seien die Bilder heimlich, das heißt ohne Kenntnis des Betroffenen und unter Ausnutzung von technischen Mitteln, aufgenommen worden. Die Veröffentlichung der Bilder in den konkreten Verletzungsformen stehe nicht in einem Zusammenhang mit einem zeitgeschichtlichen Ereignis. Vor dem Europäischen Gerichtshof für Menschenrechte unterlagen die Bild-Zeitung und der Springer-Verlag 2019; das Gericht untersagte die weitere Veröffentlichung des 2010 aufgenommenen Fotos, das Kachelmann als Untersuchungshäftling zeigt. Zeitung und Verlag hatten die unzulässige Verletzung der Meinungsfreiheit geltend gemacht. In Deutschland hatte in höchster Instanz das Bundesverfassungsgericht entschieden.
In einem Fall erreichten die Rechtsstreitigkeiten im Umfeld des Kachelmann-Prozesses auch den Bundesgerichtshof. Das Landgericht Köln untersagte mit einstweiliger Verfügung vom 21. Juni 2010 (Az. 28 O 401/10) bild.de die Verbreitung bestimmter Details aus der Einlassung Kachelmanns in seiner ersten richterlichen Vernehmung. Es ging um Einzelheiten, die Rückschlüsse auf das von Kachelmann und Claudia D. praktizierte Sexualverhalten zuließen. Das Oberlandesgericht Köln wies mit Urteil vom 14. Februar 2012 die Berufung ab. Bei diesen Urteilen wurden das Interesse von bild.de an der Veröffentlichung des entsprechenden Artikels vom 13. Juni 2010 und das Informationsinteresse der Öffentlichkeit einerseits und das allgemeine Persönlichkeitsrecht des Beschuldigten andererseits gegeneinander abgewogen. Die Gerichte kamen hierbei zu dem Schluss, das Persönlichkeitsrecht Kachelmanns überwiege und die Verbreitung sei nach den Grundsätzen der Störerhaftung zu untersagen. Die später am 13. September 2010 erfolgte Verlesung des Protokolls in der Hauptverhandlung habe hieran nichts geändert. Hierdurch seien diese Informationen nicht der Öffentlichkeit, sondern nur der im Saal befindlichen Prozessöffentlichkeit bekannt geworden. Auf die zugelassene Revision hin hob der Bundesgerichtshof mit Urteil vom 19. März 2013 die Entscheidungen auf. Der Fall warf die Frage nach den Grenzen bei der Berichterstattung aus der Hauptverhandlung eines Strafverfahrens auf. Der Bundesgerichtshof bewertete die Entscheidungen zur ursprünglichen Rechtswidrigkeit der Veröffentlichung als zutreffend. Allerdings sah er durch die Verlesung des fraglichen Protokolls in der Hauptverhandlung eine Änderung als gegeben. Nun sei es anwesenden Pressevertretern möglich gewesen, legal zu zitieren. Die für einen Unterlassungsanspruch notwendige Gefahr der Wiederholung einer rechtswidrigen Äußerung sei nicht mehr gegeben gewesen. Gegen das Urteil des Bundesgerichtshofes wurde Verfassungsbeschwerde vor dem Bundesverfassungsgericht erhoben.
Alice Schwarzer hatte in ihrer Kolumne für Bild, auf emma.de und auf ihrer Website die Behauptung aufgestellt, Verteidiger Birkenstock habe die Nebenklägerin diffamiert, indem er behauptet habe, sie sei eine Stalkerin. Birkenstock brachte Alice Schwarzer zur Abgabe einer strafbewehrten Unterlassungserklärung, da er dies nie behauptet hatte. Auf bild.de wurde dies korrigiert, war auf emma.de und auf aliceschwarzer.de allerdings noch einige Tage zu lesen. Hierdurch wurde ein Ordnungsgeld in Höhe von 5.000 Euro fällig. Zusätzlich wurde am 28. Oktober 2010 beim Landgericht Köln eine entsprechende einstweilige Verfügung erwirkt, dass Schwarzer solche Behauptungen zu unterlassen habe. Tatsächlich hatte nur ein Geschäftspartner Kachelmanns kurz nach dem Bekanntwerden der Vorwürfe gegenüber Medien geäußert, es sei auch in der Vergangenheit zu Fällen von Stalking gekommen.
Höcker erwirkte 2011 unter anderem ein Unterlassungsurteil des Landgerichts Köln (Az. 28 O 539/11) wegen Lesermitteilungen im Leserportal „Opinio“ bei RP-Online. Es wurde hierbei auf Grund der Störerhaftung untersagt, vorverurteilende Meinungen der Leser zu veröffentlichen, auch wenn diese nicht von Journalisten der Rheinischen Post stammten.
Die Strategie der Anwälte Kachelmanns wurde kritisiert. Ziel hätte es sein müssen, die Berichterstattung so gering wie möglich zu halten. Dies sei nicht erreicht worden, Kachelmann sei vielmehr unter Verletzung der Unschuldsvermutung im Ansehen geschädigt worden. Inwiefern das Urteil und der Prozess beeinflusst wurden, lasse sich aber nicht feststellen. Andererseits wurde die These vertreten, dass Kachelmann nach dem Urteil nicht hätte versuchen sollen, sich in Medien als unschuldig darzustellen. Der Schaden sei hierdurch entscheidend verstärkt worden. Er hätte etwa wie Andreas Türck versuchen können, sich ruhig zu verhalten.

## Zivilrechtliche Streitigkeiten nach dem Strafprozess
In der Folge des Strafverfahrens fanden weitere Zivilprozesse statt.

### Unterlassungsverfahren gegen Claudia D.
Claudia D. selbst gab nach dem Prozess der Illustrierten Bunte ein Interview. Vorausgegangen war ein Interview, welches Kachelmann der Wochenzeitung Die Zeit gegeben hatte.
Kachelmann ließ im Juli 2011 zunächst eine einstweilige Verfügung gegen bestimmte Äußerungen in dem Interview gegenüber der Zeitschrift und Claudia D. erwirken. Schließlich kam es zu einem Unterlassungsklageverfahren beim Landgericht Köln. Claudia D. machte für sich ein Recht auf einen Gegenschlag geltend. Unter dem Aktenzeichen 28 O 1065/11 gab das Landgericht Ende Mai 2012 der Klage statt. Das Oberlandesgericht Köln wies die gegen das erstinstanzliche Urteil eingelegte Berufung zurück und bestätigte das Urteil des Landgerichts mit Urteil vom 6. November 2012. Das Oberlandesgericht wog die gegenseitigen Interessen ab und bezog hierbei ein, es sei nicht bekannt, welche Version der Tatnacht die wahre sei. Es sei zu berücksichtigen, dass Kachelmann durch den erfolgten Freispruch vor dem Gesetz als unschuldig gelte. Es wies das Recht auf einen Gegenschlag in dieser Form zurück. Der Bundesgerichtshof bestätigte das Urteil durch einen Nichtannahmebeschluss vom 30. Juli 2013 (Az. VI ZR 518/12). Das Bundesverfassungsgericht jedoch gestand in einem Beschluss vom 11. März 2016 Claudia D. den Gegenschlag angesichts des vorausgegangenen Verhaltens Kachelmanns und seiner Verteidiger zu, sie durfte ihre Vergewaltigungsvorwürfe gegen den Wettermoderator auch nach dessen Freispruch öffentlich und emotional bekräftigen. Das Verfassungsgericht verwies den Rechtsstreit zurück an das Oberlandesgericht zur erneuten Verhandlung.

### Rechtsstreit mit Göttinger Staatsanwältin
In einem Gastbeitrag für die FAZ vom 28. Juli 2011 (also nach Kachelmanns Freispruch) sprach Dagmar Freudenberg von Claudia D. als der Geschädigten im Kachelmann-Prozess und an anderer Stelle von Opfern in weniger bekannten Verfahren. Freudenberg hatte bei der Staatsanwaltschaft Göttingen jahrelang das Sonderdezernat Sexuelle Gewalt geleitet und war zum fraglichen Zeitpunkt Referentin für Opfer häuslicher Gewalt und Opferschutz im Niedersächsischen Justizministerium. Auf Antrag von Jörg Kachelmann erließ das Landgericht Köln eine einstweilige Verfügung, welche Freudenberg untersagte, das Wort Opfer in diesem Zusammenhang weiter zu verwenden. Dagegen legte sie Widerspruch ein. In einer mündlichen Verhandlung deuteten die Richter an, dass sie zugunsten von Kachelmann entscheiden würden. Daraufhin zog Freudenberg ihren Widerspruch zurück und gab eine Unterlassungserklärung ab.

### Klage gegen den Verteidiger Birkenstock
Kachelmann erhob vor dem Landgericht Köln Klage auf die Zurückzahlung von Honoraren in Höhe von 37.000 Euro gegen seinen ehemaligen Strafverteidiger Birkenstock. Birkenstock erhob Widerklage. Das Gericht wies die Klage Kachelmanns ab und verurteilte ihn auf die Widerklage zur Zahlung weiterer 14.865 Euro.

### Unterlassungsverfahren von Claudia D. gegen Kachelmann
In dem von Kachelmann und seiner Ehefrau verfassten Buch Recht und Gerechtigkeit. Ein Märchen aus der Provinz hatte Kachelmann den vollen Namen von Claudia D. genannt und sie als „Falschbeschuldigerin“ und „Kriminelle“ bezeichnet. Hiergegen wandte sich die Radiomoderatorin 2012 zunächst erfolgreich mit einer einstweiligen Verfügung vor dem Landgericht Mannheim. Das Gericht untersagte die Namensnennung mit der Begründung, es sei bei der vollständigen Namensnennung eine Abwägung des Informationsinteresses der Öffentlichkeit gegen das allgemeine Persönlichkeitsrecht von Claudia D. vorzunehmen. Die Aufarbeitung des Geschehens, die Kachelmann beabsichtige, erhalte aber kein stärkeres Gewicht, wenn man den Namen vollständig nenne.
Im Hauptsacheverfahren wurde diese Verfügung aber im Oktober 2012 durch das Landgericht Mannheim unter dem Aktenzeichen 3 O 98/12 weitgehend aufgehoben. Untersagt blieb die Bezeichnung als „Kriminelle“, zugelassen wurden die Nennung des vollen Namens und die Bezeichnung als „Falschbeschuldigerin“.
Die von Kachelmann eingelegte Berufung wurde durch das Oberlandesgericht Karlsruhe am 30. Oktober 2014 zurückgewiesen. Das Urteil des Landgerichtes wurde damit bestätigt. Das Oberlandesgericht ließ die Revision nicht zu.

### Schadensersatzprozess gegen Claudia D.
2012 erhob Jörg Kachelmann vor dem Landgericht Frankfurt am Main eine Schadensersatzklage (Az. 2-18 O 198/12) gegen Claudia D. Er verlangte, sie solle für 13.352,69 Euro Gutachterkosten aufkommen, die ihm im Strafverfahren entstanden seien. Kachelmann begründete die Klage damit, die Kosten seien ihm durch ihre wissentlich falsche Aussage sowie die Selbstzufügung der Verletzungen und das sich daraus ergebende Strafverfahren entstanden. Die Süddeutsche Zeitung schrieb zu diesem Zivilprozess: „Eine der spektakulärsten juristischen Auseinandersetzungen der vergangenen Jahre geht in die nächste Runde.“ Prozessbeobachter vermuteten, für Kachelmann ginge es mit seiner Klage weniger um den Schadensersatz als um den Beweis, dass Claudia D. seinerzeit gelogen habe.
Wegen der Unabhängigkeit von Straf- und Zivilprozess ist es möglich, dass ihre Ergebnisse unterschiedlich ausfallen. Während im Strafprozess der Grundsatz in dubio pro reo gilt, gelten im Zivilprozess die Regeln der Beweislast. Es war daher grundsätzlich möglich, dass vor einem Zivilgericht festgestellt wurde, dass die Aussagen von Claudia D. unwahr waren, auch wenn das Strafgericht hiervon nicht vollständig überzeugt war.
Claudia D. beantragte und erhielt Prozesskostenhilfe, obwohl sie für ein Exklusivinterview und Filmrechte 115.000 Euro erhalten hatte und damit nicht bedürftig war. Folglich zahlte sie wegen versuchten Betruges 1.000 Euro Strafe.
Kachelmanns Anwältin hatte ihren Sachvortrag noch durch ein Gutachten des Rechtsmediziners Michael Tsokos ergänzt. In diesem legte er dar, dass die Befundmuster der Verletzungen nach seiner Ansicht keinen Zweifel ließen, dass sich Claudia D. die Verletzungen selbst zugefügt habe. Die Beklagtenseite argumentierte, dass Kachelmann nicht zur Klage befugt gewesen sei, da nicht er, sondern sein Strafverteidiger die Gutachten in Auftrag gegeben habe. Claudia D. habe auch keine Tatherrschaft gehabt, ein Vorsatz könne ihr nicht nachgewiesen werden. Im Dezember 2013 wurde die Leistungsklage abgewiesen. Das Landgericht sah es nicht als erwiesen an, dass die Beklagte wissentlich falsch ausgesagt habe. Da Kachelmann die Beweislast trug, wies es die Klage ab. Das Landgericht vertrat die Auffassung, dass es zwar nicht an das Urteil des Strafgerichtes gebunden sei, in der Regel sei aber den strafgerichtlichen Feststellungen zu folgen, sofern nicht gewichtige Gründe für deren Unrichtigkeit vorgebracht würden. Eine weitere Beweisaufnahme sei daher nicht notwendig.
Kachelmann legte beim Oberlandesgericht Frankfurt am Main im Januar 2014 Berufung gegen das erstinstanzliche Urteil ein. Das Oberlandesgericht entschied in dem Verfahren 18 U 5/14, weitere Beweise zu erheben. So wurde der Leiter der Rechtsmedizin in Frankfurt, Marcel Verhoff, beauftragt, eine erneute Untersuchung möglicher Selbstverletzungen durchzuführen. Auch das mögliche Tatmesser sollte nochmals untersucht werden. Anfang Februar 2015 wurde bekannt, dass das Oberlandesgericht das baldige Vorliegen des Gutachtens erwartete. Es sollte dann zügig eine mündliche Verhandlung geben. Das Gutachten wurde Anfang Juli 2015 fertiggestellt. Den Parteien wurden einige Wochen zur Stellungnahme zum Ergebnis eingeräumt. Am 20. Januar fand die mündliche Verhandlung statt. Verhoff erklärte während der dreistündigen Anhörung, dass die neun bei Claudia D. dokumentierten Verletzungen zwar auch durch einen Unfall oder durch eine andere Person verursacht worden sein könnten, dass das Gesamtbild aber eher für eine Selbstbeibringung durch Claudia D. spreche. Der vorsitzende Richter des 18. Zivilsenats des OLG Frankfurt erklärte, dass der Senat die Klage für berechtigt halte und die Klage grundsätzlich Hand und Fuß habe. Das Verfahren sollte am 1. März 2016 fortgesetzt werden. Das OLG ordnete die Vernehmung von Zeugen am 13. April 2016 an, um zu klären, ob Kachelmann die Kosten für die Gutachter privat bezahlt hatte.

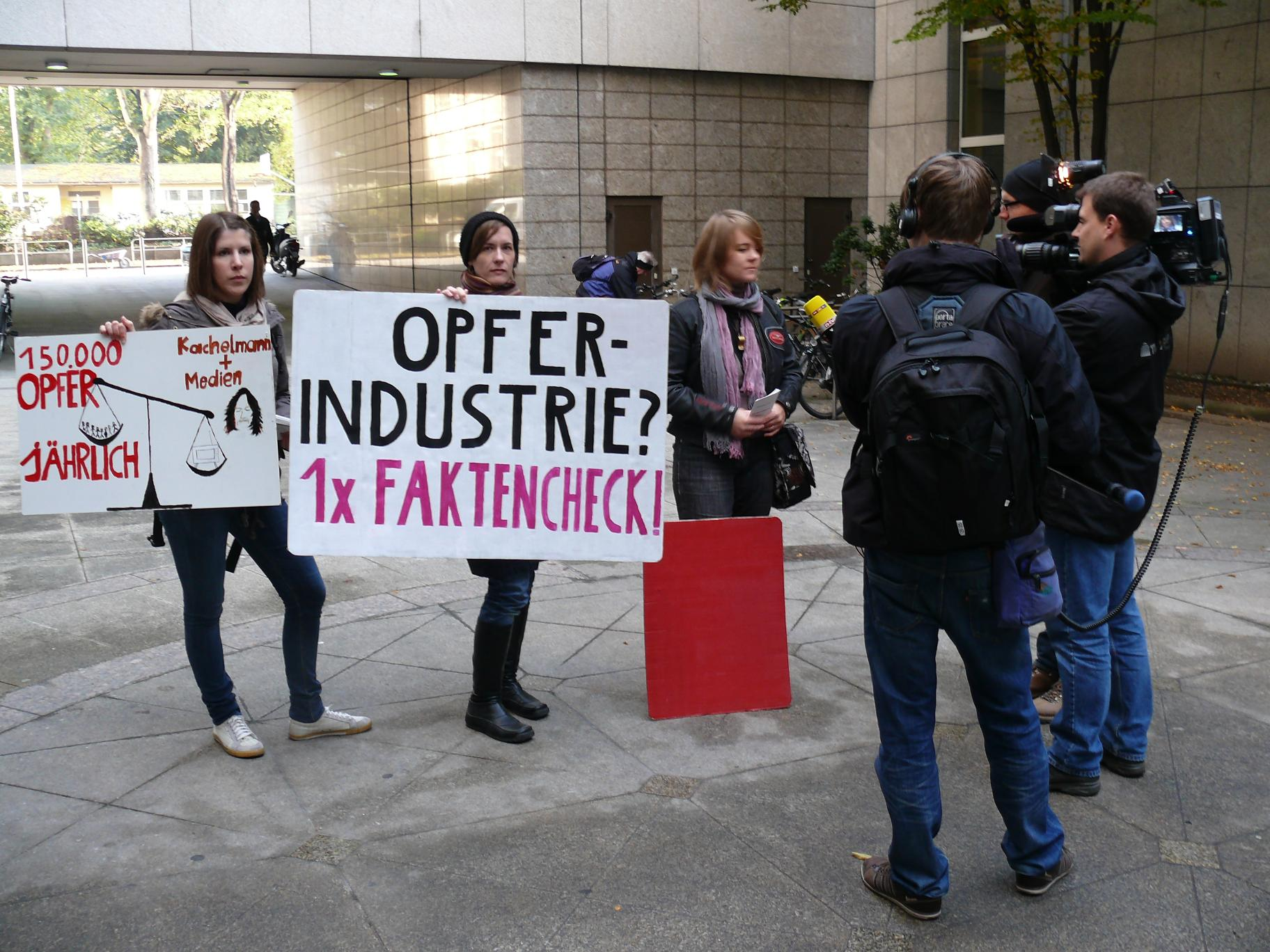
Demonstrantinnen beim Zivilprozess vor dem Landgericht Frankfurt

Wie der Strafprozess wurde auch der Zivilprozess von den Medien verfolgt. Die medialen Muster folgten dabei den bereits aus dem Strafprozess bekannten. Für Bild schrieb etwa Franz Josef Wagner in seiner Kolumne „Post von Wagner“, er halte Kachelmann für einen Nachtreter. Gisela Friedrichsen kritisierte demgegenüber, das Landgericht Frankfurt habe es sich bei seiner Entscheidung zu einfach gemacht. Auch bei dem Schadensersatzprozess wurde die Öffentlichkeit ausgeschlossen, da laut Gericht „persönliche Verhältnisse der Parteien erörtert werden, die nicht in die Öffentlichkeit gehören“. Die Verkündung des zivilrechtlichen Urteils vor dem Oberlandesgericht wurde allerdings von weit weniger Pressevertretern verfolgt als der Freispruch vor dem Landgericht Mannheim.
Begleitet wurden die Verhandlungen durch eine Demonstration von Frauen gegen die Behauptung einer „Opfer-Industrie“ durch Kachelmann und auch gegen eine „Vergewaltigungs-Kultur“. Auch anlässlich der mündlichen Verhandlung vor dem OLG Frankfurt demonstrierten Frauenrechtlerinnen gegen eine „Täter-Opfer-Umkehr“, unter anderem mit dem Slogan: „Zeig ich an bin ich dran“.
Am 28. September 2016 gab das Oberlandesgericht Frankfurt der Berufung Kachelmanns gegen das Urteil des Landgerichts Frankfurt statt und verurteilte Claudia D. zur Zahlung von mehr als 7000 Euro Schadenersatz plus Zinsen (Az. 18 U 5/14). Der Senat führte in der Urteilsbegründung aus, er sei davon überzeugt, dass Claudia D. Kachelmann „vorsätzlich, wahrheitswidrig der Vergewaltigung bezichtigte“. Claudia D. habe in der Absicht gelogen, Kachelmann ins Gefängnis zu bringen. Das Gericht stützte sich vor allem auf ein Gutachten des Frankfurter Rechtsmediziners Marcel Verhoff. Er war zu dem Ergebnis gekommen, dass sich Claudia D. die Verletzungen selbst zugefügt hatte. Die Kratzer und blauen Flecken an Hals, Bauch und Oberschenkel seien relativ oberflächlich und einheitlich gewesen und hätten sich jeweils an Orten befunden, die Rechtshänderin Claudia D. mit ihrer Arbeitshand gut erreichen konnte. Damit seien die typischen Merkmale für Selbstverletzungen erfüllt gewesen. Die Höhe des Schadenersatzes ergab sich aus den Kosten von drei Gutachten, die Kachelmann in Auftrag gegeben hatte, als er noch in Untersuchungshaft saß. Kachelmanns Anwältin Ann Marie Welker sagte auf Nachfrage: „Der tatsächliche Schaden war viel größer“. Kachelmann dürfe nicht mehr bei der ARD arbeiten, habe Werbeverträge verloren und musste seine Produktionsgesellschaft verkaufen. „Wir haben bewusst nur eine kleine Summe eingeklagt, denn es ging nicht ums Geld, sondern um die Rehabilitation.“ Das Gericht ließ keine Revision zum Bundesgerichtshof zu.
Claudia D. nannte das Urteil einen „Justizskandal“. Ihr vorzuwerfen, sie habe die Vergewaltigung nur erfunden, sei „ein katastrophales Fehlurteil“ eines „rein männlich besetzten Senats“, sagte sie in einer Erklärung, die sie verlas. Mit dem Urteil solle im „männerbündischen Täterstaat Deutschland“ ein Exempel statuiert werden, da Frauen im Kampf gegen sexuelle Gewaltattacken mutiger geworden seien. Die Richter nannte sie „armselige, feige Frauenverächter“.
Nach der Entscheidung zeigte sich Kachelmann „dankbar“ für das Urteil. Es stehe nun zweifelsfrei fest, dass er wegen der falschen Beschuldigungen „Opfer eines Verbrechens“ geworden sei. Nun habe er das Vertrauen in die deutsche Justiz zurückerhalten. Kachelmanns Anwalt Johann Schwenn wies darauf hin, dass wegen der Falschaussage, die zur Untersuchungshaft für Kachelmann geführt hatte, die Staatsanwaltschaft Mannheim oder Frankfurt aktiv hätte werden können.
Infolge des Urteils des Oberlandesgerichts Frankfurt leitete die Staatsanwaltschaft Mannheim eine Prüfung hinsichtlich der Eröffnung eines Ermittlungsverfahrens gegen Claudia D. wegen etwaiger zu Lasten Kachelmanns begangener Straftaten ein.

### Unterlassungsverfahren gegen Alice Schwarzer
Alice Schwarzer hatte in der von ihr herausgegebenen Zeitschrift Emma die Worte „einvernehmlicher Sex“ und „Unschuldsvermutung“ als Unwort des Jahres vorgeschlagen und dies damit begründet, dass „man am besten Nafissatou Diallo oder Claudia D. oder irgendeine von den 86.800 geschätzten vergewaltigten Frauen im Jahr, deren Vergewaltigung nie angezeigt, nie angeklagt oder nie verurteilt wurden“, fragen solle. Kachelmann erwirkte hiergegen eine einstweilige Verfügung. Einen hiergegen gerichteten Widerspruch wies das Landgericht Köln mit Urteil vom 13. Juni 2012 ab. Alice Schwarzer legte hiergegen Berufung vor dem Oberlandesgericht Köln ein. Dieses wertete in seinem Urteil vom 27. Mai 2014 die Glosse als Verletzung der Persönlichkeitsrechte Jörg Kachelmanns. Es werde der Eindruck erweckt, dass der freigesprochene Moderator die Vergewaltigung begangen habe. Es wies die Berufung in einem Urteil von Ende Mai 2014 zurück und ließ die Revision zum Bundesgerichtshof nicht zu. Gegen das Urteil des Oberlandesgerichtes wurde Nichtzulassungsbeschwerde eingelegt. Es sei in dem Beitrag um Sprachkritik und Meinungsfreiheit und entgegen der Annahme des Oberlandesgerichtes nicht um die Schuld oder Unschuld Kachelmanns gegangen. „Unschuldsvermutung“ und „einvernehmlicher Sex“ seien „an sich neutrale Begriffe“, die „nicht nur in so spektakulären Fällen wie Kachelmann oder Strauss-Kahn (der ebenfalls nicht verurteilt wurde), sondern in fast allen Fällen des Verdachts auf sexuelle Gewalt zwischen einem Mann und einer Frau von Anbeginn an zentrale Argumente gegen die mutmaßlichen Opfer sind. Und das in der Regel, lange bevor die Schuld- bzw. Unschuldsfrage überhaupt geklärt“ sei.
Im Februar 2015 wies der Bundesgerichtshof die Nichtzulassungsbeschwerde ab, es fehle eine grundsätzliche Bedeutung des Falls.
In einem anderen Unterlassungsverfahren war Kachelmann gegen Alice Schwarzer nicht erfolgreich. Gegenstand war ein Artikel Schwarzers in der Bild-Zeitung. In diesem hatte sie unter Bezugnahme auf Aussagen ehemaliger Geliebten im Strafprozess behauptet, dass Kachelmann in Beziehungen gewalttätig sei. Das Landgericht Köln hatte der Klage noch am 10. Juni 2015 stattgegeben, das Oberlandesgericht wies die Klage am 11. Februar 2016 ab. Es habe sich um ein Randgeschehen um den Tatvorwurf gehandelt, es sei eine zulässige Zusammenfassung gewesen. Kachelmanns Anwalt kündigte Rechtsmittel an.
2018 war Kachelmann mit dem Antrag auf Erlass einer einstweiligen Verfügung gegen Alice Schwarzer vor dem Landgericht Düsseldorf nicht erfolgreich. Kachelmann wollte einen Artikel Schwarzers zur MeToo-Bewegung untersagt haben. In dem Artikel erwähnte Schwarzer nicht die Verurteilung seiner ehemaligen Geliebten vor dem Oberlandesgericht Frankfurt am Main und bezeichnete ihn als aus Mangel an Beweisen freigesprochen. Das Landgericht entschied, dass zwar seine Persönlichkeitsrechte betroffen seien, aber kein rechtswidriger Eingriff vorläge. Schwarzer habe zwar nicht das Urteil des OLG Frankfurt erwähnt, aber auch nicht die Einstellung des Strafverfahrens gegen die Ex-Geliebte. Der Strafrichter in Mannheim habe den Freispruch in der Weise ausgedrückt, die Aussage Schwarzers sei daher durch die Meinungsfreiheit gedeckt.

### Schmerzensgeldprozesse gegenBild,BunteundFocus
Kurz vor Ablauf einer Verjährungsfrist reichte der Anwalt Ralf Höcker Ende 2013 für Kachelmann Klagen auf Schmerzensgeld gegen die Verlage Springer und Burda wegen der Berichterstattung in Bild, Bunte und Focus ein.
Den Verfahren waren bereits während des Strafprozesses zugestellte Mahnbescheide vorausgegangen. Die Beklagten hatten den Bescheiden damals widersprochen. Der Springer-Verlag erklärte, dass er die Klage als eine kurz vor Ablauf der Verjährung erhobene Klage aufgrund unbegründeter Ansprüche ansehe. Ebenso sahen die Redaktionen von Focus und Bunte die Forderungen als unbegründet an. Wegen des Umfangs der Klageschrift wurde den Beklagten eine Frist von einem halben Jahr zur Klageerwiderung eingeräumt. Laut Höcker sei mit der Klageerhebung zugewartet worden, um so viele rechtskräftige Urteile wie möglich der Klage zugrunde legen zu können. Es sei von Anfang an klar gewesen, dass Klage erhoben werden würde.
Die Verhandlungen gegen die Bunte und den Focus waren im Februar 2015 auf einen anderen Termin als die Verhandlung gegen Springer verschoben worden. Am 21. Mai 2015 wurde bekannt, dass sich Kachelmann mit Burda auf einen Vergleich geeinigt hatten.
In der mündlichen Verhandlung gegen den Springer-Verlag vom 25. Februar 2015 regte das Landgericht Köln einen Prozessvergleich an. Es sehe zwar eine abgesprochene Kampagne zwischen Springer und Burda, wie vom Kläger behauptet, nicht als erwiesen an, gleichwohl lägen 47 möglicherweise schwerwiegende Persönlichkeitsverletzungen vor. Am 18. Mai 2015 scheiterten die Verhandlungen über den Prozessvergleich zwischen Kachelmann und Springer-Verlag, woraufhin das Landgericht Köln den Springer-Verlag am 30. September 2015 zu einer Schmerzensgeldzahlung von 635.000 Euro an Kachelmann verurteilte. Das Gericht erkannte dabei zwar keine Anhaltspunkte für eine vorsätzliche und mit Schädigungsabsicht ausgeführte Pressekampagne, sehr wohl habe der Springer-Verlag aber bei der Abwägung widerstreitender Grundrechtspositionen „die rechtliche Grenzziehung fahrlässig verfehlt“. Gegen das Urteil legten sowohl der Springer-Verlag als auch Kachelmann Berufung vor dem Oberlandesgericht Köln ein.
Das Oberlandesgericht minderte im Berufungsverfahren die Schmerzensgeldzahlung des Springer-Verlags auf 395.000 Euro, wobei ein Anteil von 215.000 Euro für die Veröffentlichungen in vierzehn Printmedien und ein Teil von 180.000 Euro für Veröffentlichungen in Online-Medien zu zahlen seien. Eine erneute Revision ließ das Oberlandesgericht nicht zu. Dagegen legte der Springer-Verlag vergeblich Nichtzulassungsbeschwerde beim Bundesgerichtshof ein, mit der Begründung, dass eine wahrheitsgemäße Berichterstattung über Gerichtsverfahren gegen bekannte Persönlichkeiten nicht durch Strafzahlungen in dieser Größenordnung sanktioniert werden dürfe. Der Bundesgerichtshof wies Springers Nichtzulassungsbeschwerde im April 2018 zurück und bestätigte die Schmerzensgeldzahlung an Kachelmann.

## Unterlassungsklage gegen die Staatsanwaltschaft Mannheim
Gegenüber Stern TV erklärte die Staatsanwaltschaft Mannheim 2012, dass am Griff eines Messers DNA-Spuren gefunden worden seien, die mit der DNA-Typisierung Kachelmanns übereinstimmten. 2014 erhob Jörg Kachelmann hiergegen Klage vor dem Verwaltungsgericht Karlsruhe, denn es habe sich um eine Nachverurteilung noch nach dem Freispruch 2011 gehandelt. Man habe verschwiegen, dass die DNA-Spur, wie schon im Strafverfahren gutachterlich geklärt, zu jedem Mann passe. Das Verwaltungsgericht wies die Klage ab; auf eine Unterlassungserklärung bestehe mangels Wiederholungsgefahr kein Anspruch. Kachelmanns daraufhin erfolgten Berufungsantrag ließ der Verwaltungsgerichtshof Baden-Württemberg zu und sah dabei die Annahme mangelnder Wiederholungsgefahr des Verwaltungsgerichts bereits durch den neuerlichen Antrag Kachelmanns „hinreichend erschüttert“.
In einer Anhörung am 27. Juli 2017 stimmte die Staatsanwaltschaft Mannheim zu, die Behauptung nicht mehr zu wiederholen und Kachelmann gegenüber die eingeklagte Unterlassungserklärung abzugeben, nachdem der Senat des VGH die Staatsanwaltschaft darauf hingewiesen hatte, dass ihre Behauptung rechtswidrig sei und das allgemeine Persönlichkeitsrecht Kachelmanns verletze. Am 27. Juli erfüllte das Land Baden-Württemberg als Rechtsträger der Staatsanwaltschaft Mannheim diese Zusage. Das Verfahren endete in der Folge durch eine Erledigungserklärung.
Die Gerichtsreportin Gisela Friedrichsen erklärte später im ARD-Magazin Panorama, dass dieser Vorgang, also „eine Staatsanwaltschaft, die per Gerichtsbeschluss gezwungen werden muss, falsche Beschuldigungen oder falsche Darstellungen endlich mal zu unterlassen“ ihren „Glauben an den Rechtsstaat (…) schwer angekratzt habe“. Dennoch fand die Klage Kachelmanns in den Medien kaum Beachtung und im Gerichtssaal war außer Panorama keine Presse anwesend.

## Strafverfahren gegen Claudia D.
Am 7. März 2017 wurde bekannt, dass die Staatsanwaltschaft Mannheim ein Ermittlungsverfahren wegen des Verdachts auf Freiheitsberaubung gegen Claudia D. eingeleitet hatte. Die Staatsanwaltschaft teilte mit, dass allein die Durchsicht der Akten Monate dauern könne. Im September 2017 wurde bekannt, dass die Staatsanwaltschaft das Verfahren eingestellt hatte, weil ein hinreichender Tatverdacht nicht gegeben gewesen sei. Die Staatsanwaltschaft ging davon aus, dass die zahlreichen Gutachten im Straf- und im Zivilverfahren kein einheitliches Bild darstellen würden. Gegen die Einstellung legte Kachelmann Beschwerde ein.

## Der Kachelmann-Prozess in der Kultur

### Unwort des Jahres
2012 gaben Jörg Kachelmann und seine Frau Miriam Kachelmann dem Spiegel ein Interview. In diesem Interview erklärte Kachelmann auf die Frage „Wie konnten Sie in dieser Frau diesen Hass provozieren?“:

„Das ist das Opfer-Abo, das Frauen haben. Frauen sind immer Opfer, selbst wenn sie Täterinnen wurden. Menschen können aber auch genuin böse sein, auch wenn sie weiblich sind.“

„Opfer-Abo“ wurde zum Unwort des Jahres 2012 noch vor „Schlecker-Frauen“ gewählt. Zur Begründung dieser Wahl hieß es:

„Das Wort ‚Opfer-Abo‘ stellt in diesem Zusammenhang Frauen pauschal und in inakzeptabler Weise unter den Verdacht, sexuelle Gewalt zu erfinden und somit selbst Täterinnen zu sein. Das hält die Jury angesichts des dramatischen Tatbestands, dass nur 5–8 % der von sexueller Gewalt betroffenen Frauen tatsächlich die Polizei einschalten und dass es dabei nur bei 3–4 % der Fälle zu einer Anzeige und einem Gerichtsverfahren kommt, für sachlich grob unangemessen.“

Kachelmann reagierte auf Twitter zu dieser Wahl mit den Worten: „Hui, das Unwort des Jahres. Wer hats erfunden? Leider ist es die Wahrheit, die manchmal politisch unkorrekt ist“ und teilte mit, vermutlich sei seine Ehefrau Urheberin gewesen.
Alice Schwarzer begrüßte die Wahl zum Unwort des Jahres, da hierdurch ein Zeichen gesetzt werde, dass die Verunglimpfung und die Einschüchterung von Opfern sexueller Gewalt nicht durchgehe. Ludwig M. Eichinger als Direktor des Instituts für Deutsche Sprache kritisierte, dieses Unwort sei zu wenig bekannt. Es sei aber „eine nicht nett gemeinte Wortbildung in einem sehr emotional geführten Streit“. Von Seiten des Weißen Rings wurde auf die Gefahr hingewiesen, diese Wahl könne das Unwort erst populär machen, auch wenn es wichtig sei, derartige Begriffe zu enttarnen.

### Bühne und Film
Die Episode Summ, Summ, Summ des Tatorts Münster mit dem Ermittlerduo Thiel und Boerne und dem Gaststar Roland Kaiser enthält Anspielungen auf den Fall Kachelmann.
Dem am 8. Januar 2014 in der ARD ausgestrahlten Fernsehthriller In gefährlicher Nähe (Produktionstitel: Am Ende des Tages) von Johannes Grieser diente der Kachelmann-Prozess als Vorlage.
Im Oktober 2011 war bekannt geworden, dass das deutsch-amerikanische Unternehmen Story House Productions von Claudia D. die Rechte erworben hatte, ihr Leben zu verfilmen. Die Dreharbeiten sollten 2012 beginnen. Der Film solle dabei nicht nach der Schuld Kachelmanns fragen, sondern behandeln, „wie die Gesellschaft im 21. Jahrhundert mit Vergewaltigungsvorwürfen umgeht“. Weiteres ist über diese geplante Verfilmung nicht bekannt geworden.
Das Theater Felina-Areal in Mannheim brachte im April 2012 das Stück Kachelmanns Rashomon von Sascha Koal auf die Bühne. In dem Stück wurden die verschiedenen Versionen des Tatgeschehens frei dargestellt. Nach Auskunft des Drehbuchautors und Regisseurs werde dabei nicht Partei ergriffen. Es gehe auch um die Ausschlachtung und Vermarktung durch die Umwelt, sei es von Zeitungen, der Filmbranche oder auch Theatermachern. Kachelmann ließ hierzu erklären:

„Ich habe eine lügende Schwetzinger Falschbeschuldigerin ausgehalten, lügende Schwetzinger Polizisten, eine lügende Mannheimer Staatsanwaltschaft und 132 Tage unschuldig im Herzogenried. Da kommt’s mir nun auf Leute, die mit meinem Namen auf meinem Buckel ein paar Leute mehr in ihre provinzielle Kleinkunstwelt locken wollen, auch nicht mehr an.“

Jochen Neumeyer urteilte im Hamburger Abendblatt, dass das Theaterstück der Versuch eines Bühnenskandals gewesen sei, aber den realen Skandal bei weitem nicht erreiche.

## Dokumentationen
- Hansjürg Zumstein drehte die Dokumentation Kachelmanns Fall für das Schweizer Fernsehen, ausgestrahlt wurde die 49-minütige Sendung am 31. März 2011 noch während des Prozesses.[275] Er vertrat dabei die Position, dass es sich um einen Fall von Vorverurteilung durch Staatsanwaltschaft und Medien gehandelt habe, für den es kein Beispiel gebe.[276]

- Der Sender Kabel eins nahm den Fall in die Sendereihe Die spektakulärsten Kriminalfälle – dem Verbrechen auf der Spur und warb mit dem Fall in einem Trailer.[277] Gegen den Trailer wehrte sich Jörg Kachelmann mit einer Abmahnung erfolgreich.[278]

- Am 2. Mai 2017 strahlte das ZDF in der Serie Skandal! die Folge Skandal! Der Fall Kachelmann aus. Die Folge wurde von Barbara Radl und Klaus Kastenholz produziert.[279][280]

- Im Oktober 2017 sendete das NDR-Magazin Panorama einen viertelstündigen Beitrag zur Aufarbeitung des Falles bis hin zur jüngsten Entwicklung, in der die Staatsanwaltschaft Mannheim erst durch einen Prozess vor dem Verwaltungsgericht, angestrengt von Kachelmann selbst, dazu gezwungen wurde, eine unwahre Behauptung zu unterlassen und ihm gegenüber eine entsprechende Unterlassungserklärung zu unterzeichnen.[254]